# Atari 2600
| Atari VCS 2600                     |
| Atari Logo                         |
| Atari Video Computer System        |
| Verkaufsstart: 1977 1979           |
| Atari 2600                         |
| Verkaufsstart: 1982 1982           |
| Atari 2600 Junior                  |
| Verkaufsstart: 1984 1984           |
| Hauptprozessor                     |
| MOS 6507                           |
| Arbeitsspeicher                    |
| 128 Byte                           |
| Grafik- und Tonerzeugung           |
| Television Interface Adaptor (TIA) |
| Speichermedium                     |
| Steckmodul, Kompaktkassette        |
| Verkaufte Geräte (1977–1992)       |
| ca. 30 Millionen weltweit          |
| Nachfolgekonsolen                  |
| Atari 5200, Atari 7800             |
| Meistverkauftes Spiel              |
| Pac-Man (7,7 Millionen Stk.)       |

Das Atari Video Computer System oder auch Atari VCS ist eine der ersten Spielkonsolen des US-amerikanischen Herstellers Atari, Inc. Es basiert auf dem Mikroprozessor MOS 6507, einer eigens für Atari produzierten Variante des MOS 6502. Das Gerät kam 1977 zunächst nur in den Vereinigten Staaten in den Handel, später weltweit. Ende der 1970er Jahre war es auch in der Bundesrepublik Deutschland erhältlich.
Mit Einführung der Nachfolgekonsole Atari 5200 im Jahr 1982 benannte Atari das Gerät in Atari 2600 um. Dem gingen verschiedene Änderungen des äußeren Erscheinungsbildes voraus, die sich nach einem Eigentümerwechsel Ataris 1984 fortsetzten. So folgte noch im selben Jahr mit der umgangssprachlich Atari 2600 Junior genannten Konsole eine weitere Variante mit verschlanktem Gehäuse. Die Produktion wurde Ende 1991 eingestellt.
Atari verkaufte weltweit etwa 30 Millionen Atari VCS 2600, wie die Gesamtheit aller Modelle zusammenfassend auch genannt wird. Ataris VCS 2600 gilt als eine der wirtschaftlich und kulturell bedeutendsten Konsolen der Videospielgeschichte.

## Geschichte
Im Sommer 1975 standen die Entwicklungsarbeiten an Ataris erster Spielkonsole Pong, einem Gerät zum Anschluss an das heimische Fernsehgerät, kurz vor dem Abschluss. Etwa zur selben Zeit beauftragte Atari Inc. sein Tochterunternehmen Cyan Engineering, eine neue, mikroprozessorbasierte Konsolengeneration zu entwerfen. Ein Spiel würde dann durch Programmanweisungen, die der Mikroprozessor aus einem Speichermedium las und abarbeitete, möglich werden. Auf ein und derselben Konsole könnten so verschiedene – auch zukünftig zu erstellende – Spiele ausgeführt werden. Ihr Austausch würde lediglich den Austausch eines Speichermediums für die Programmanweisungen erfordern. Die Abmessungen und Kosten eines solchen Mediums wären im Vergleich zu der in ihrer Gesamtheit auszutauschenden Konsole der alten Generation sehr viel geringer. Atari versprach sich deshalb von dieser neuen Technik eine effizientere und somit profitablere Umsetzung seiner anderen erfolgreichen Arcade-Spiele wie zum Beispiel Tank und Jetfighter für den Heimbereich. Unternehmen wie Radio Corporation of America (RCA) und Fairchild Camera and Instrument Corporation arbeiteten derweil an ähnlichen Geräten.

### Entwicklung

#### Machbarkeitsstudie

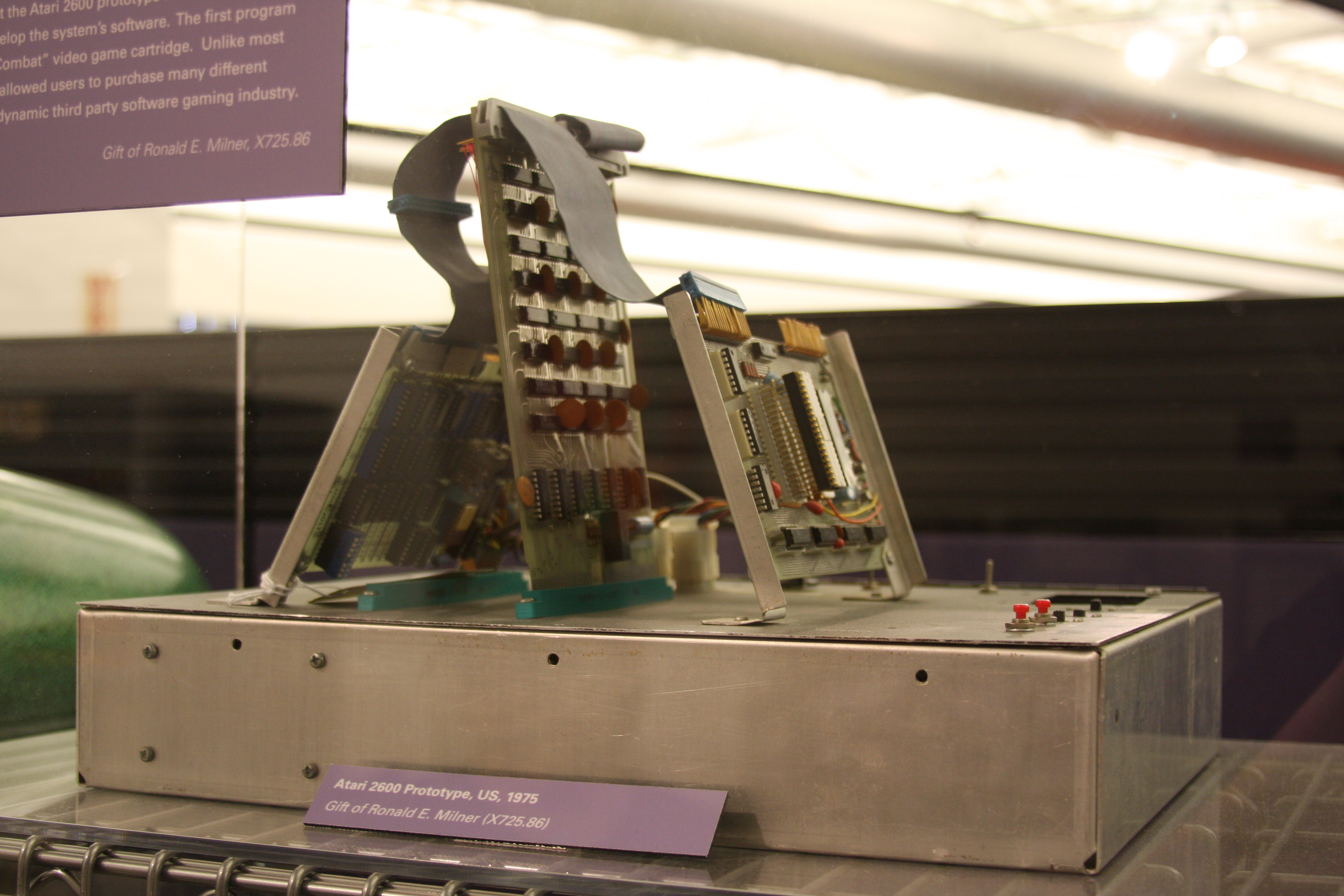
Prototyp vom Dezember 1975

Die Ingenieure im kalifornischen Grass Valley gingen von einer nur kurzen Produktlebensdauer aus. Sie beschränkten daher die technischen Möglichkeiten der neuen Konsole von vornherein darauf, lediglich Ataris damalige Arcade-Spiele ausführen zu können. Bei einem angestrebten Verkaufspreis von 200 US-Dollar durfte der Preis des zentralen Bauelements, des Mikroprozessors, 30 US-Dollar nicht übersteigen. Ein solch günstiger Schaltkreis war mit dem MOS 6502 schließlich im September 1975 erhältlich. Er sollte später als MOS 6507, einer speziell für Atari abgerüsteten und damit noch preiswerteren Ausführung, zum Einsatz kommen. Eine erste Machbarkeitsstudie der Konsole mitsamt einer vereinfachten Umsetzung des Automatenspiels Tank stellten die Entwickler unter Leitung von Ron Milner und Steve Meyer Anfang Dezember 1975 fertig.

#### Projekt Stella
Für eine Grafik und Tonuntermalung, die den Automaten besser angepasst war, entwickelte Joseph Decuir ab Dezember weitere Baugruppen mit fortgeschrittenen grafischen Darstellungstechniken. Diese sollten mit einem Großteil der restlichen Elektronik in einem speziellen integrierten Schaltkreis, der auch die Fernsehsignale erzeugte, zusammengefasst werden. Dessen firmeninternen Codenamen Stella verwendeten die Ingenieure fortan synonym für das gesamte, strenger Geheimhaltung unterliegende Konsolenprojekt. Im März 1976 begann Jay Miner den Gatelevel-Prototyp Decuirs in seine hochintegrierte Form, den Television Interface Adaptor (kurz TIA), zu überführen. Parallel dazu erfolgten am neuen Entwicklungsstandort im kalifornischen Campbell weitere Anpassungen an der Konsole. Die Konstruktion der mechanischen Komponenten geht auf Douglas A. Hardy zurück, dem Erfahrungen aus seiner Zeit bei Fairchild zugutekamen. Die endgültigen technischen und wirtschaftlichen Kennzahlen für das Projekt Stella legten die Entwickler der Unternehmensleitung von Atari im Mai 1976 vor.
Für die Gestaltung des Konsolengehäuses aus gerilltem schwarzen Plastik zeichnete der Industriedesigner Frederick Thompson verantwortlich. Es wurde kompakter und schwerer als technisch nötig ausgeführt, um potentiellen Kunden eine höhere Wertigkeit des Geräts zu suggerieren. Das Design orientierte sich weitestgehend am Aussehen damaliger Raumausstattung und Heimunterhaltungselektronik, wozu auch die Holzimitatverblendung und auffällige silberfarbene Bedienschalter gehörten. Die Gehäuseform war dergestalt ausgelegt, dass Spiele leicht gewechselt werden konnten und Anschlussbuchsen beispielsweise für die Joysticks problemlos erreichbar waren. Das Aussehen des Joysticks geht auf Kevin McKinsey zurück, der sich wiederum von den Bedienelementen des Automatenspiels Tank inspirieren ließ.

#### Übernahme durch Warner und Produktionsvorbereitungen
Weil abzusehen war, dass die finanziellen Reserven Ataris nicht ausreichen würden, um das neue System rechtzeitig zum geplanten Verkaufsstart im Weihnachtsgeschäft 1977 fertigzustellen, strebte die Unternehmensleitung die Unterstützung durch einen finanzkräftigen Investor an. Nach der Übernahme von Atari durch Warner Communications Anfang Oktober 1976 war die Fortführung des Projekts mit mehr als 100 Millionen weiteren US-Dollar gesichert worden. Kurz darauf begannen Ataris Ingenieure und Programmierer verstärkt die Portierung der Automatenspiele voranzutreiben. Gleichzeitig starteten die Vorbereitungen zur Überführung der Konsole in die Produktion im kalifornischen Sunnyvale. Der Abnahmetest zur elektromagnetischen Verträglichkeit durch die US-amerikanische Federal Communications Commission (FCC) wurde im Juni 1977 erfolgreich absolviert – eine maßgebliche Voraussetzung zur Verkaufbarkeit des Gerätes in Nordamerika. Die Produktion startete im Juli. Verzogene Gehäuseteile, Lieferprobleme bei elektronischen Komponenten und aufwendige Qualitätskontrollen verzögerten indes die Auslieferung der Geräte.

### Vermarktung

#### Vorstellung und Markteinführung

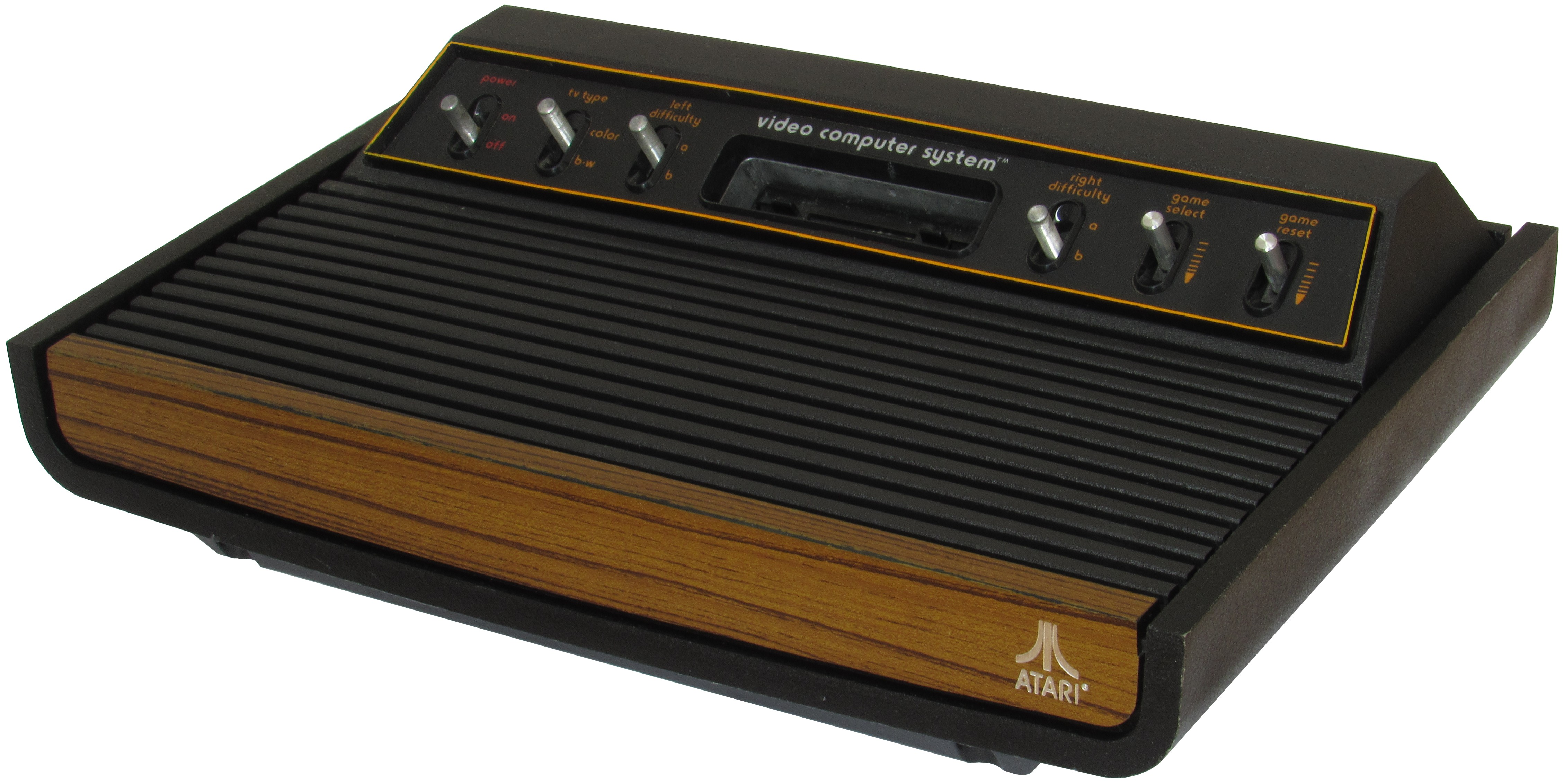
Video Computer System (Modellnummer CX-2600, umgangssprachlich auch Heavy Sixer genannt)

Anfang Juni stellte Atari seine Konsole mitsamt Controllern erstmals auf der Summer Consumer Electronics Show (CES) in Chicago unter dem Motto „We take fun seriously“ („Bei uns wird Spaß ernstgenommen“) vor. Der Hersteller präsentierte dort sein Video Computer System zusammen mit den Spielen Combat, Indy 500, Video Olympics, Air-Sea Battle, Space Mission und Street Racer. Nur wenig später, Anfang August 1977, begann die Auslieferung der ersten Geräte für den US-amerikanischen Markt. Der unverbindliche Verkaufspreis betrug bei Verkaufsstart 189,95 US-Dollar, was heute inflationsbereinigt ca. 980 Euro entspricht. Mit der Konsole samt Netzteil erwarb der Käufer gleichzeitig zwei Joysticks, ein Paar Drehregler und das Spielmodul Combat. Fünf weitere, bereits auf der CES vorgestellte Spiele waren zusätzlich erhältlich. Die unverbindliche Preisempfehlung des Herstellers lag dafür bei je 19,95 US-Dollar. Das Rennspiel Indy 500, dem ein spezieller Controller beigelegt war, kostete 39,95 US-Dollar.
Die Veröffentlichung der Konsole fiel in die Zeit des Dedicated Console Crash von 1977, eines Zusammenbruchs des Videospielmarktes in den USA. Ein Überangebot an älteren Geräten hatte im Laufe des Jahres zu einem ruinösen Preiskampf geführt, in dessen Folge viele Hersteller zahlungsunfähig wurden. Zudem boten zur selben Zeit mit Fairchild und RCA bereits zwei weitere Hersteller mit Channel F und Studio II ebenfalls mikroprozessorgesteuerte Spielkonsolen an. Atari bemühte sich daher in seinem Werbematerial die vermeintlichen Vorteile des Video Computer System sowohl gegenüber der veralteten Konkurrenz als auch den technisch gleichwertigen Geräten herauszustellen. So betonte man mit Hinblick auf die einfachen Pong-Konsolen die Zukunftsfähigkeit und Flexibilität der eigenen Konsole. Zur Abgrenzung von Channel F und Studio II wurde dagegen die Qualität der Spiele herausgestellt: Der Unterhaltungswert von Ataris Spielen sei durch die eingebrachten Erfahrungen aus der Automatenbranche und die vielen Variationsmöglichkeiten pro Spiel unerreicht.

#### Lieferschwierigkeiten und Verluste

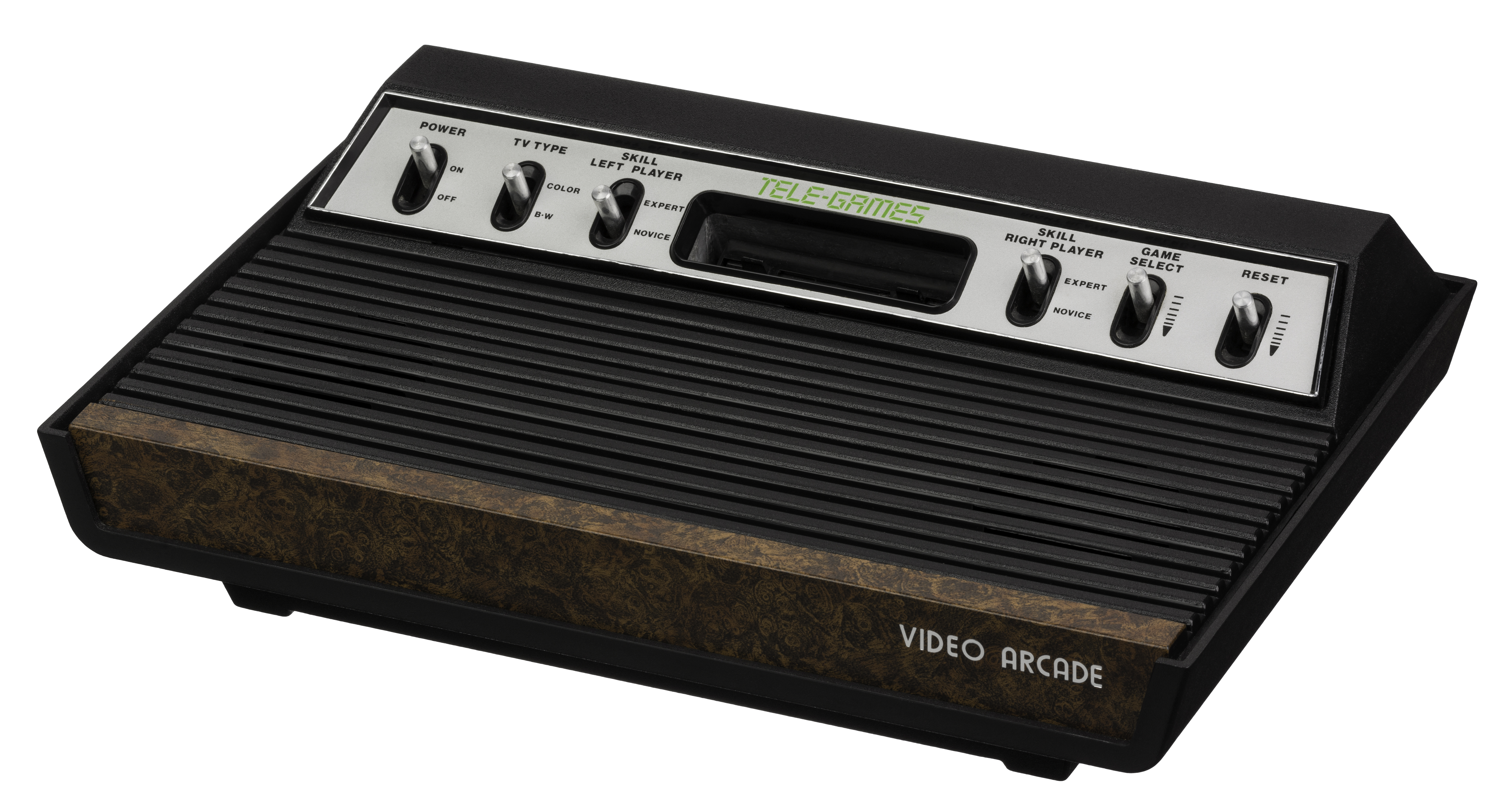
Video Arcade Cartridge System

Für den Vertrieb wählte Atari die Massenvermarktung durch große Warenhaus- und Handelsketten wie Bloomingdale’s, Macy’s und Sears. Für Sears, die unter dem Markennamen Tele-Games bereits andere Spielkonsolen von Atari anboten, etikettierte man die Geräte eigens zum Video Arcade Cartridge System um. Obwohl Atari bis Mitte Oktober etwa 90.000 Konsolen ausliefern konnte, war die frühe Produktionsphase von anhaltenden technischen und logistischen Problemen geprägt. Das führte einerseits zu vielen Reklamationen, andererseits aber auch zu Lieferschwierigkeiten, die durch ungünstige Witterungsbedingungen noch verschärft wurden. Der Ausstoß der deshalb bis Weihnachten verlängerten Produktion kam für das wichtige Weihnachtsgeschäft jedoch zu spät – Atari fand für große Mengen seiner Geräte keine Abnehmer. Trotz 340.000 verkaufter Konsolen und damit erzielter Rekordumsätze endete das Geschäftsjahr 1977 so mit Verlusten.
Ungeachtet der verbliebenen Lagerbestände beschloss Atari im Jahr 1978 weitere 800.000 Video-Computer-Systeme zu produzieren – eine Entscheidung, die sich auf optimistische Wachstumsprognosen für die Videospielbranche stützte. Bis zum Spätsommer orderte der Handel aber nur eine halbe Million Geräte. Weitere Bestellungen blieben aus, so dass 300.000 der bereits vorproduzierten Geräte nicht abgesetzt werden konnten. Zum Abbau der Lagerbestände schlug Nolan Bushnell, Ataris Mitbegründer und Vorstandsvorsitzender, den Verantwortlichen von Warner Preissenkungen für die Konsole vor. Die Gewinne sollten Bushnell zufolge allein durch den Verkauf von Spielen erwirtschaftet werden. Warner widerstrebte dieses Vermarktungskonzept, und man hielt am althergebrachten Modell fest, auch mit der Konsole selbst Gewinn zu erzielen. Die teilweise heftig ausgetragenen Meinungsverschiedenheiten eskalierten schließlich Ende des Jahres 1978 und Warner entließ Bushnell. Obwohl Atari 1978 Schätzungen zufolge trotzdem 800.000 Video-Computer-Systeme verkaufen konnte, waren durch die Überbestände die Verluste weiter angewachsen.

#### Werbeoffensive und internationale Vermarktung

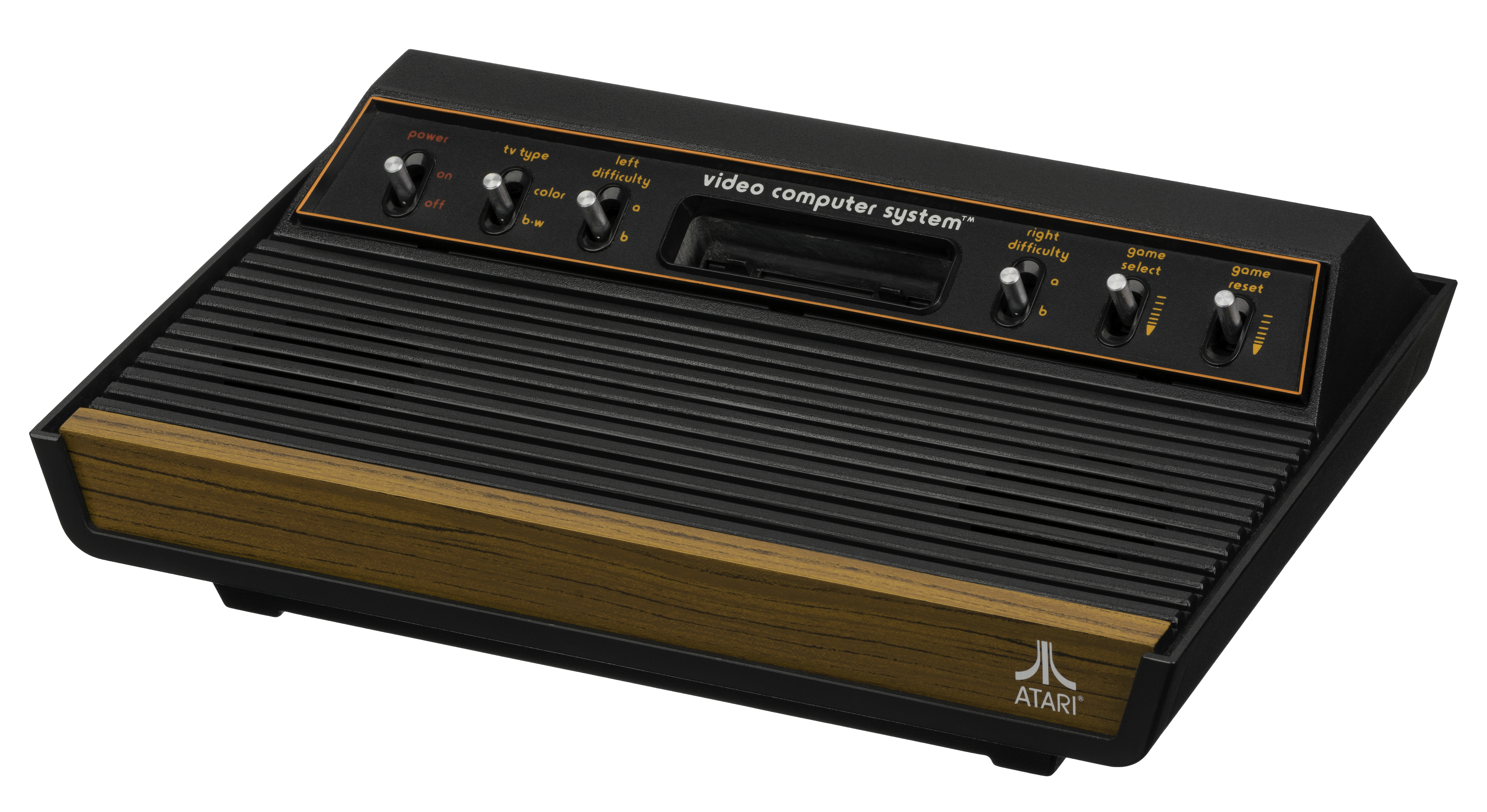
Revisioniertes Video Computer System von 1978 (Modellnummer CX-2600, umgangssprachlich auch Light Sixer genannt)

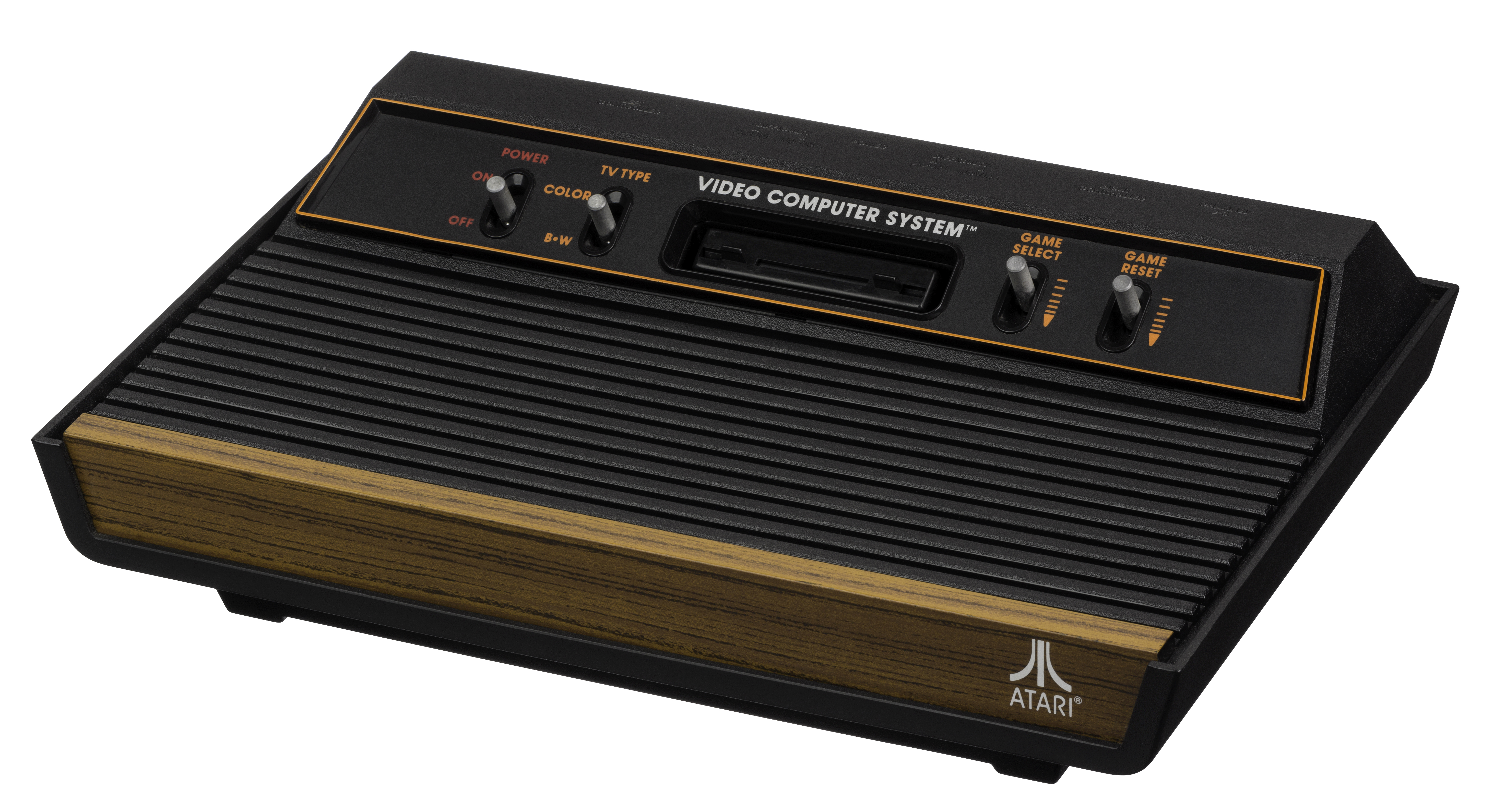
Revisioniertes Video Computer System von 1981 (Modellnummer CX-2600A)

Unter der Führung des neuen Vorstandsvorsitzenden Raymond Kassar investierte Atari ab Ende des Jahres 1978 große Geldbeträge in die Werbung. Auch ging man branchenuntypisch dazu über, schon zu Jahresbeginn – und nicht erst zum Weihnachtsgeschäft – neue Spiele anzubieten. In den ersten fünf Monaten des Jahres 1979 konnten so mehr Video-Computer-Systeme als in den letzten zehn Monaten des Vorjahres verkauft werden. Etwa zur selben Zeit begann Atari damit, die internationalen Märkte zu erschließen und stellte das Gerät beispielsweise Anfang 1979 auf der Amusement Trades Exhibition in London vor. Die Geschäfte liefen gut, und im Jahr 1979 konnte erstmals ein Gewinn erzielt werden. Kassars Unternehmenspolitik führte aber auch dazu, dass sich sein kreatives Personal nicht ausreichend gewürdigt sah. In der Folge verließen führende Spieleentwickler das Unternehmen, um im Oktober mit Activision den ersten unabhängigen Hersteller für Atari-Spiele zu gründen.
Im Rahmen der internationalen Expansion richtete Atari mit der Atari Elektronik Vertriebsgesellschaft mbH in Hamburg im März 1980 eine der ersten Niederlassungen in Europa ein. Sie löste die Unicom Consumer Electronics GmbH (Unimex) als deutschen Distributor ab, die die Konsole zuvor unter der Bezeichnung Atari VCS 800 angeboten hatte. Der Verkaufspreis betrug zunächst 340 DM, später 379 DM. Im Unterschied zu Nordamerika gehörten zum Lieferumfang des deutschen Video-Computer-Systems neben der Konsole mit Netzteil lediglich die beiden Joysticks; die Drehregler und das Spiel waren nicht enthalten. Für die großangelegte Vermarktung im stagnierenden deutschen Videospielmarkt engagierte man eigens die renommierte Werbeagentur BBDO, auf die auch der Slogan „Atari – Mit uns können Sie was erleben!“ zurückgeht. Zusammen mit dem Motto „Das starke Programm“ bewarb Atari das Video Computer System in ganzseitigen Anzeigen in Hochglanzzeitschriften wie Stern und Playboy. Hinzu kam umfangreiche Fernsehwerbung, die Atari – auch in den Folgejahren – bis zu 20 Millionen DM kostete. 1980 konnte Atari so etwa 25.000 Geräte in der Bundesrepublik Deutschland verkaufen und sich vor Interton und Philips als Branchenführer etablieren.

#### Monopolstellung und Rekordumsätze
Trotz anhaltender Lieferengpässe sowohl bei Konsolen als auch bei Spielen war es Atari 1980 dennoch gelungen, etwa ein Drittel des Jahresumsatzes von Warner zu erwirtschaften. Dieser Erfolg war nicht zuletzt seiner Spielautomatenumsetzung von Space Invaders zu verdanken. Seit ihrem Erscheinen im März hatte sie zu einer Vervierfachung der Konsolenabsätze geführt und sich zum stärksten Kaufargument für Ataris Konsole, zur Killerapplikation, entwickelt. Um seine Monopolstellung – Ataris Anteil am Spielkonsolenmarkt lag in den USA bei 85 Prozent – nicht zu gefährden, war im selben Jahr damit begonnen worden, juristisch gegen Activision vorzugehen. Dem mittlerweile erfolgreichen Dritthersteller wurden unter anderem Patentverletzungen vorgeworfen und es wurde versucht, gerichtlich einen Verkaufsstopp für dessen Spiele zu erwirken.
1981 intensivierte Atari seine Vermarktungsbemühungen für das Video Computer System weiter und veranstaltete in den USA unter anderem publikumswirksame Wettbewerbe wie die Space Invaders National Championships. Im September kam eine Werbekampagne bis dahin ungekannten Ausmaßes mit Werbespots für große US-Sportereignisse hinzu. Zudem änderte Atari seine Vertriebspolitik und drängte die Distributoren, ihr gesamtes Verkaufskontingent an Spielen für das Jahr 1982 auf einmal zu erwerben. Außerdem hatte Atari die Belieferung mit neuen Spielen an die Abnahme auch weniger gefragter Titel – das Sortiment war inzwischen auf 45 verschiedene Spiele unterschiedlicher Qualität angewachsen – gekoppelt. Weil die Händler für 1982 eine große Nachfrage erwarteten und zukünftige Engpässe vermeiden wollten, fielen ihre Bestellungen entsprechend umfangreich aus. Warner erwirtschaftete 1981 so Rekordumsätze in Höhe von 1,23 Milliarden US-Dollar.
Die Verkaufserfolge hielten auch in der ersten Hälfte des folgenden Jahres an. Atari konnte seine Absätze in den ersten beiden Quartalen 1982 mehr als verdoppeln. Den Großteil der abgesetzten Spielkonsolen verdankte Atari dem äußerst populären Spiel Pac-Man, dessen Automatenumsetzung Anfang des Jahres erschienen war. Die ohnehin schon umfangreichen Werbebemühungen waren weiter ausgebaut worden und man engagierte für die Werbespots zusehends populäre Sportler als Markenbotschafter, in der Bundesrepublik Deutschland beispielsweise Franz Beckenbauer. Darüber hinaus war Atari dazu übergegangen, das Video Computer System vor allem als trendiges Lifestyle-Produkt, das zum Leben dazugehöre, anzupreisen. Unterstützt wurden diese Bemühungen durch gemeinsame Werbeaktionen mit weiteren bekannten Marken wie McDonald’s und Coca-Cola. Die nun allgegenwärtige Reklame zielte vor allem auf den Marktanteil der Spielkonsole Intellivision von Mattel. Diese war 1979 in den USA und später auch in der Bundesrepublik Deutschland erschienen und Ataris Gerät technisch überlegen. Ihre Spieleauswahl war jedoch vergleichsweise klein und Mattel hatte es versäumt, beliebte Arcadetitel für sein Gerät anzubieten.

#### Marktsättigung, Umbenennung, Nachfolgegeräte und Nachbauten

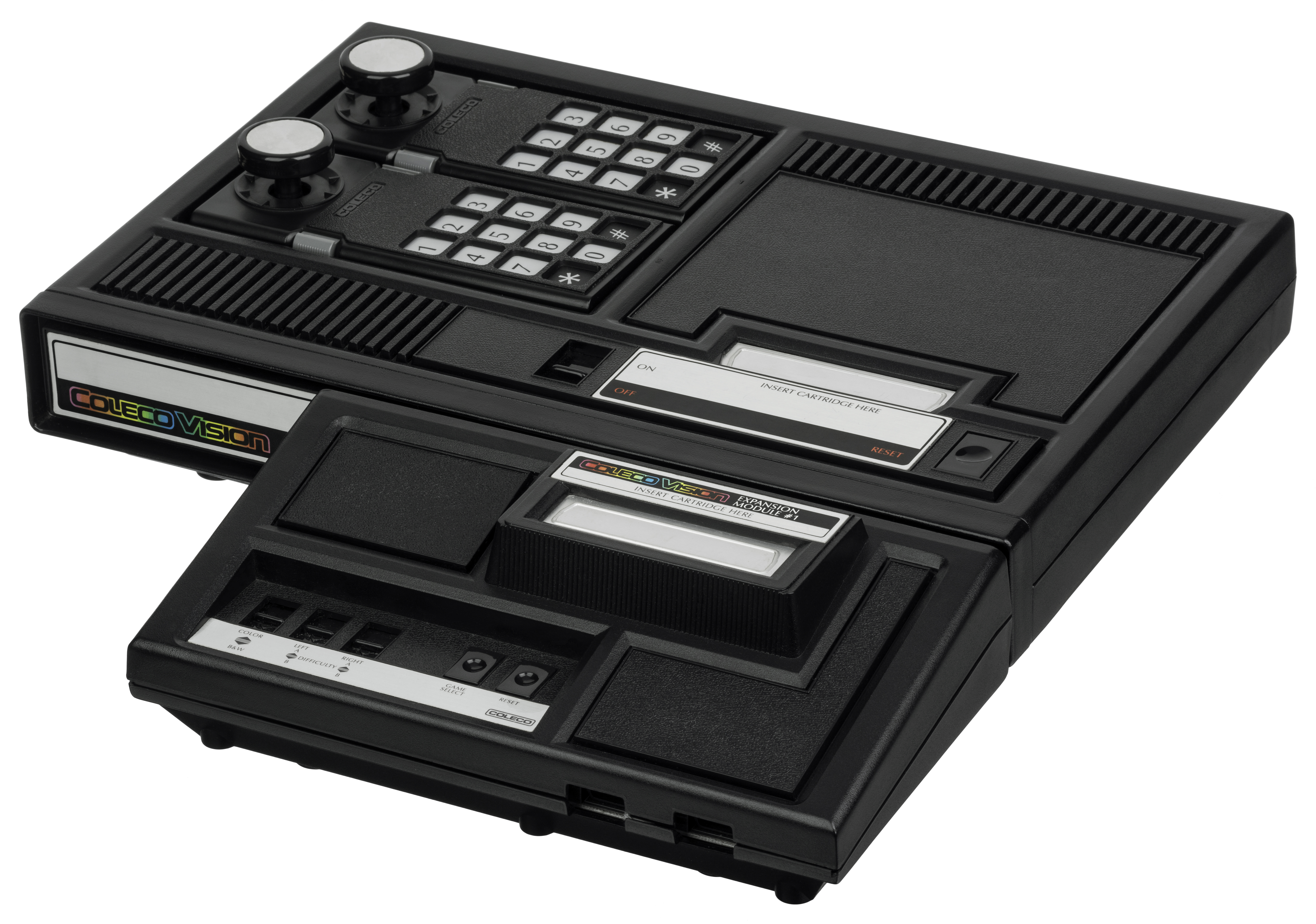
CBS Colecovision mit Adapter zum Ausführen von Ataris Spielen

Angezogen durch die Marktmacht von Ataris Konsole und ermutigt durch Activisions Geschäftserfolge begannen 1982 weitere Dritthersteller Spiele zu veröffentlichen. Neben vielen kleineren Anbietern gehörten dazu auch etablierte Unternehmen aus der Unterhaltungsbranche wie 20th Century Fox, CBS und Parker Bros. Atari selbst setzte zu dieser Zeit weiter auf die Portierung bekannter Arcadespiele und Spieleumsetzungen von populären Kinofilmen. Große Geldsummen flossen dabei in den Erwerb von Lizenzen, beispielsweise für E.T. the Extra-Terrestrial. Insgesamt kamen 1982 etwa 70 neue Spiele für das Video Computer System in den Handel. Nicht nur war das Spielesortiment umfangreicher geworden, auch war mit der Spielekonsole Colecovision von CBS im August 1982 ein weiteres technisch überlegenes Gerät auf den Markt gekommen. Im Gegensatz zu Mattels System konnte die neue Konsole mit qualitativ hochwertigen Umsetzungen bekannter Arcadespiele wie etwa Donkey Kong aufwarten. Mit einem nachzurüstenden Adapter erlaubte sie es darüber hinaus, auch die Spiele für Ataris Video Computer System auszuführen.

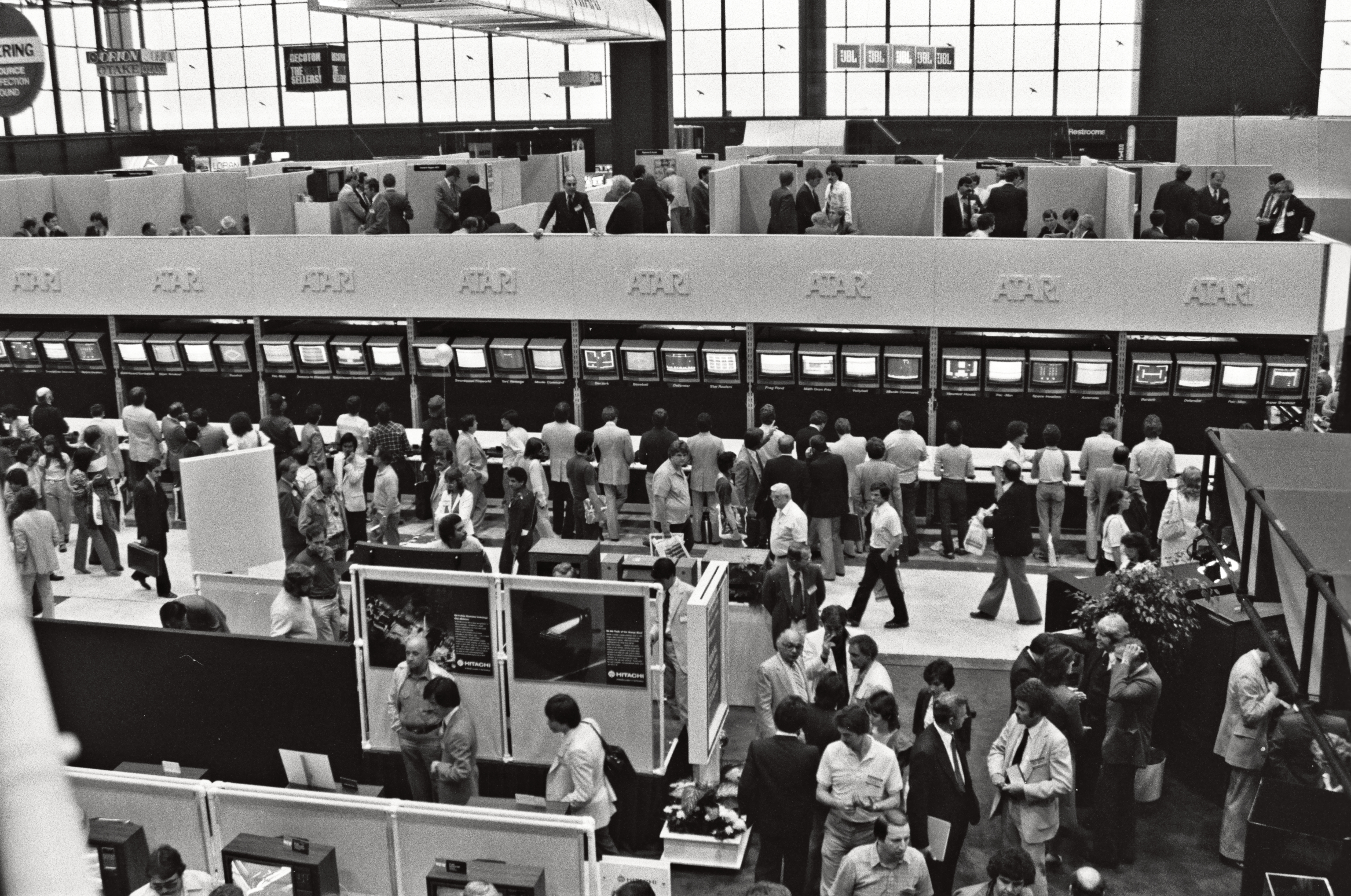
Atari-Stand auf der Summer CES 1982 in Chicago

Als Antwort auf Intellivision und Colecovision brachte Atari im Herbst 1982 seine neue Spielkonsole Atari 5200 auf den Markt. Sie basierte auf der Technik der Heimcomputer Atari 400 beziehungsweise Atari 800 und war erstmals im Juni auf der Summer CES 1982 in Chicago vorgestellt worden. Gleichzeitig mit der Einführung des Atari 5200 erschien eine überarbeitete und umbenannte Version des Atari Video Computer Systems. Die Unterschiede beschränkten sich jedoch ausschließlich auf das äußere Erscheinungsbild: Unter anderem war auf die Holzdekorfolie verzichtet und das Gerät stattdessen mit dem Schriftzug Atari 2600 versehen worden. Trotz der neuen Modelle lagen Ende November die Umsätze für Konsolen und Spiele deutlich unterhalb der prognostizierten Zahlen. Sie konnten auch nicht durch Bilanzkosmetik – wie noch in den Monaten zuvor – verschleiert werden. Warner sah sich deshalb genötigt, Anfang Dezember eine Gewinnwarnung für das vierte Quartal 1982 herauszugeben. Dennoch war es Atari gelungen, bis Ende 1982 insgesamt etwa 12 Millionen VCS 2600 zu verkaufen und den Jahresumsatz von Warner auf über 2 Milliarden US-Dollar zu steigern.
Im selben Jahr hatte auch Sears eine neue Videospielkonsole präsentiert. Das Video Arcade II war gleich seinem Vorgänger von Atari entworfen worden und basierte auf der Technik des Atari 2600. Allerdings hatte es vier Controllerbuchsen, zwei neuartige Bedienpulte und ein anderes Gehäuse. (Etwa ein Jahr später vertrieb Atari das Gerät in Japan, dort aber unter der Bezeichnung Atari 2800.) Die Technik des Atari 2600 sollte nicht nur im Video Arcade II, sondern auch in anderen Spielkonsolen zum Einsatz kommen. Nach der Beilegung von Rechtsstreitigkeiten mit dem Hersteller des Colecovision erschien 1983 in den USA das von CBS produzierte Coleco Gemini. Wenig später kamen weitere „Atari-Klone“ in verschiedenen Ländern hinzu. Dazu zählte beispielsweise das offiziell lizenzierte Gerät des Unternehmens Polyvox aus Brasilien, einem Land, in dem auch eine Vielzahl illegaler Nachbauten erhältlich war.

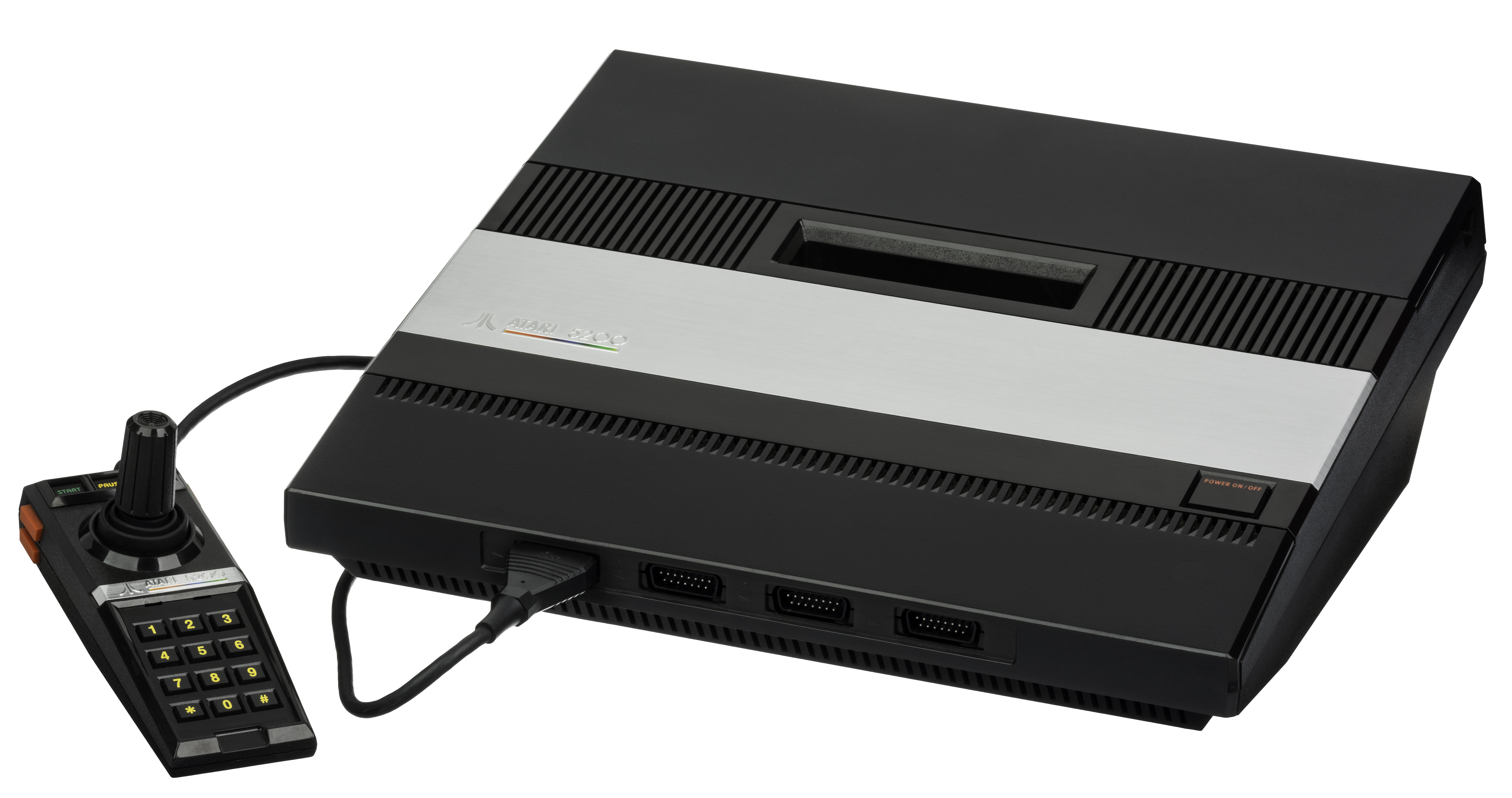
Atari 5200 von 1982
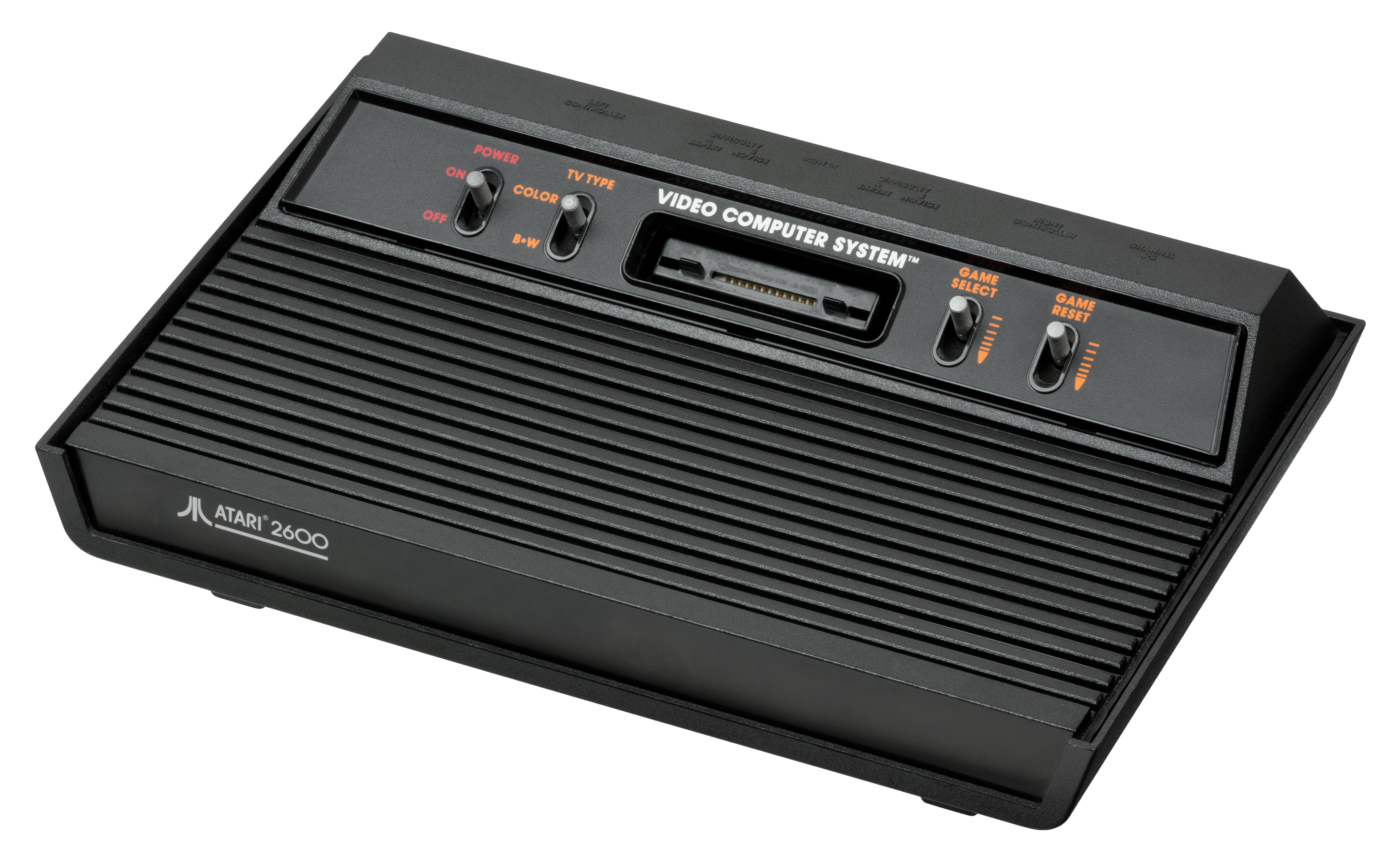
Atari 2600 (umgangssprachlich auch Darth Vader genannt[73])
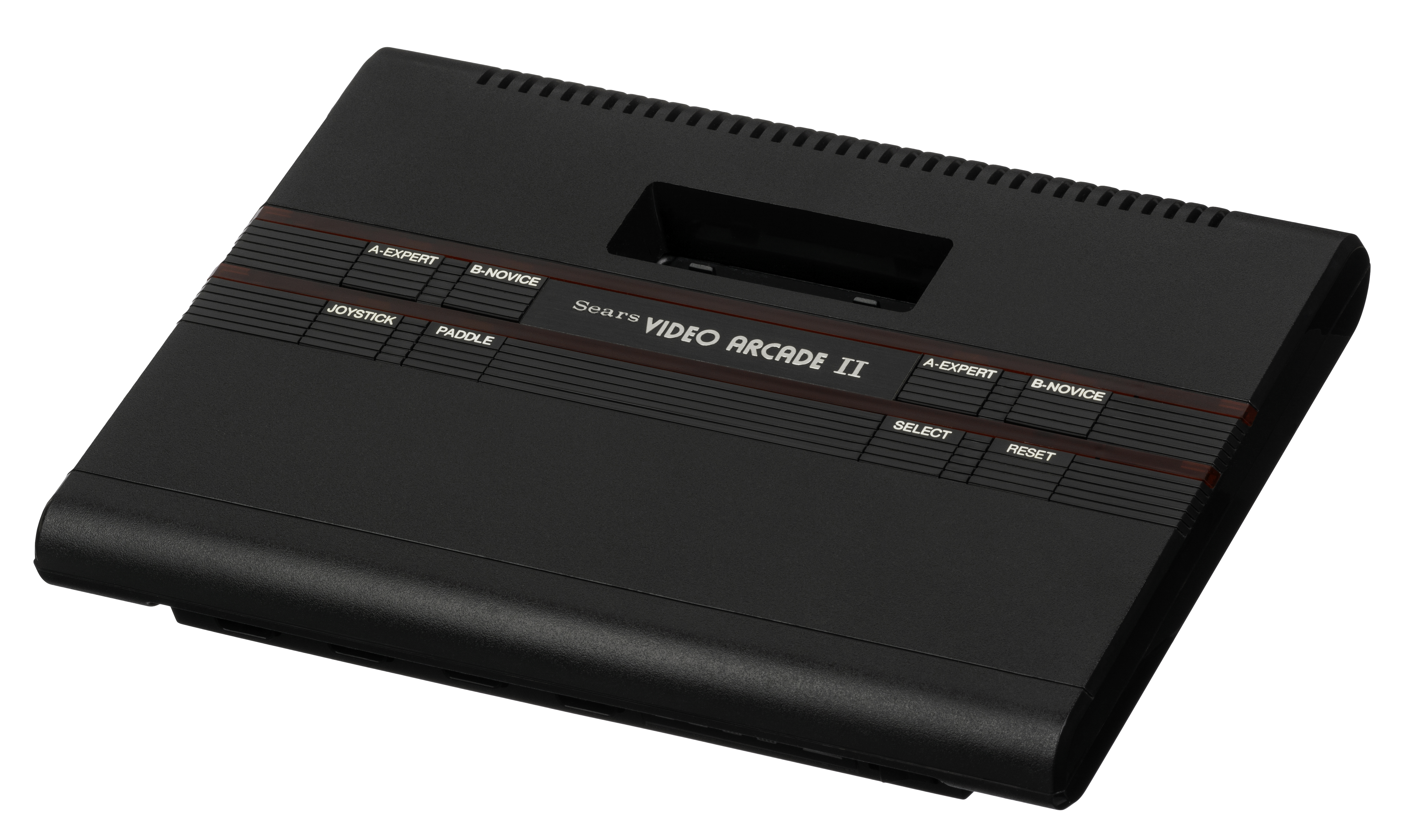
Video Arcade II (baugleich mit Atari 2800)
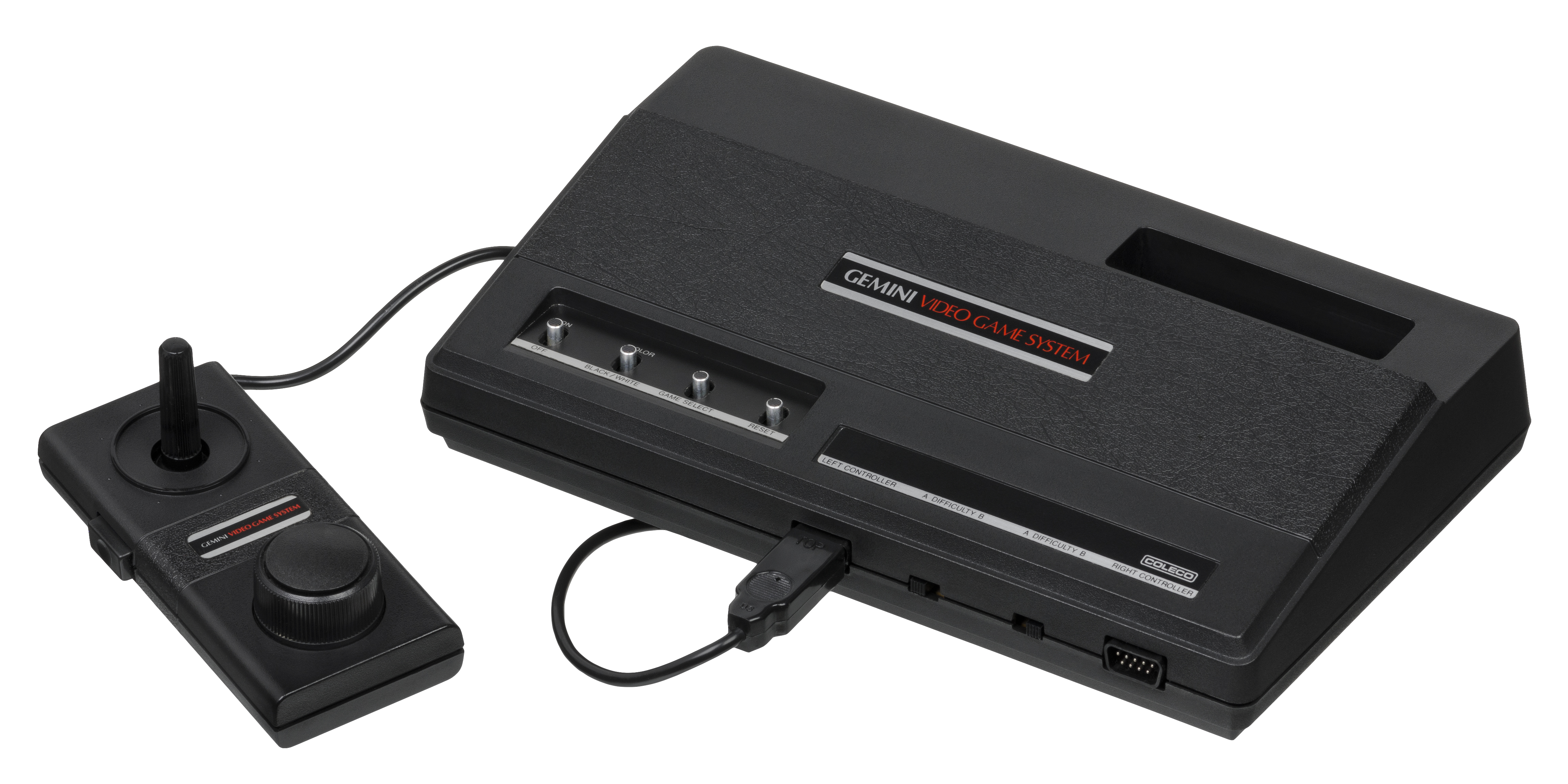
Coleco Gemini

#### Preiskrieg und Zusammenbruch des Videospielmarktes
Im Laufe des Jahres 1983 wuchs die Spieleauswahl für Ataris VCS 2600 in den USA weiter an. Von den inzwischen 200 Titeln waren jedoch viele von minderwertiger Qualität. Dieser Umstand, das große Spielesortiment auch für andere Konsolen und die mittlerweile immer präsenter gewordenen Heimcomputer veränderten das Konsumverhalten zusehends. Die Kundschaft wurde wählerischer und kaufte Spiele nicht länger, nur weil sie neu waren. So fanden viele Spiele weitaus weniger Käufer als erwartet, allen voran das von Atari in Millionenstückzahlen produzierte E.T. the Extra-Terrestrial. Um ihre Überbestände dennoch abbauen zu können, senkten Händler und Dritthersteller in den USA stetig die Preise. Im daraus resultierenden Preiskrieg konnten die meisten Unternehmen ihre vorproduzierte Ware nicht mehr absetzen. Sie wurden in den Ruin getrieben oder verließen die weitestgehend zusammengebrochene Videospielebranche.
Atari selbst verweigerte sich zunächst Preissenkungen und entsorgte stattdessen unverkäufliche Konsolen und Spiele im September 1983 auf einer Mülldeponie in New Mexico, was später als Atari Video Game Burial bekannt wurde. Obwohl man eigenen Angaben zufolge im selben Jahr 5,9 Millionen Konsolen und 80 Millionen Spiele hatte veräußern können, waren die Verluste – hauptsächlich durch Retouren von Distributoren – Ende 1983 auf eine halbe Milliarde US-Dollar angewachsen. Daraufhin änderte Atari seine Verkaufspolitik und brachte 1984 große Teile seiner Lagerbestände zu Niedrigstpreisen auf den Markt, der noch immer vom Video Game Crash 1983 gezeichnet war. Der Verkaufspreis des Atari 2600 war dabei ebenfalls gesenkt worden, bei manchen Händlern zuletzt auf 40 US-Dollar. Noch immer schwer angeschlagen durch die dreistelligen Millionenverluste des Vorjahres stieß Warner Atari Anfang Juli 1984 ab. Die Sparte der Videospielkonsolen und Heimcomputer fiel dabei an Jack Tramiel, den Gründer von Commodore International, der dort einige Monate zuvor entlassen worden war.

#### Nach der Übernahme Ataris durch Jack Tramiel
Der Neueigentümer Tramel Technology, fälschlicherweise auch Tramel Technologies genannt, begann unter Leitung von Jack Tramiel umgehend mit der Verschlankung der Firmenstrukturen des in Atari Corp. umbenannten Unternehmens. Im Gegensatz zu einigen unprofitablen Produkten wie dem Heimcomputer Atari 600XL führte man die Herstellung und Vermarktung des bis dahin etwa 16 Millionen Mal verkauften Erfolgsmodells Atari VCS 2600 fort. Die Produktion der Spielkonsole wurde dabei schrittweise auf eine optisch überarbeitete Revision, umgangssprachlich Atari 2600 Junior genannt, umgestellt. Dieses Modell war beispielsweise in der Bundesrepublik Deutschland im Herbst 1984 zusammen mit dem Spielmodul Centipede für etwa 349 DM erhältlich. Wie beim US-amerikanischen Standort auch hatte Tramiel die für den deutschen Vertrieb zuständige Atari Elektronik GmbH zuvor großteils mit neuem Personal besetzen lassen.

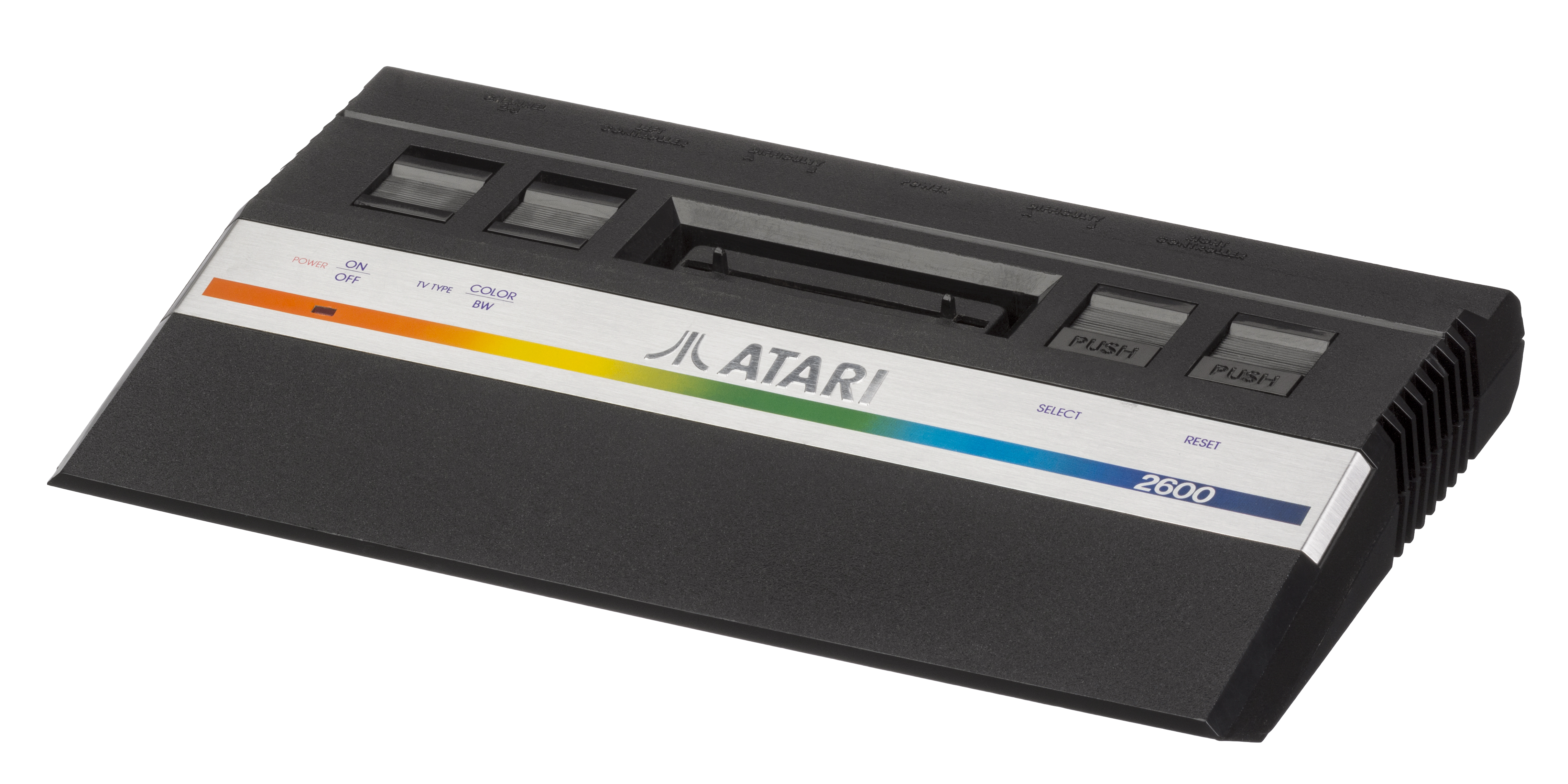
Atari 2600 von 1986 mit breitem Farbband auf der Metallblende (Modellnummer CX-2600, umgangssprachlich auch Atari 2600 Junior genannt)

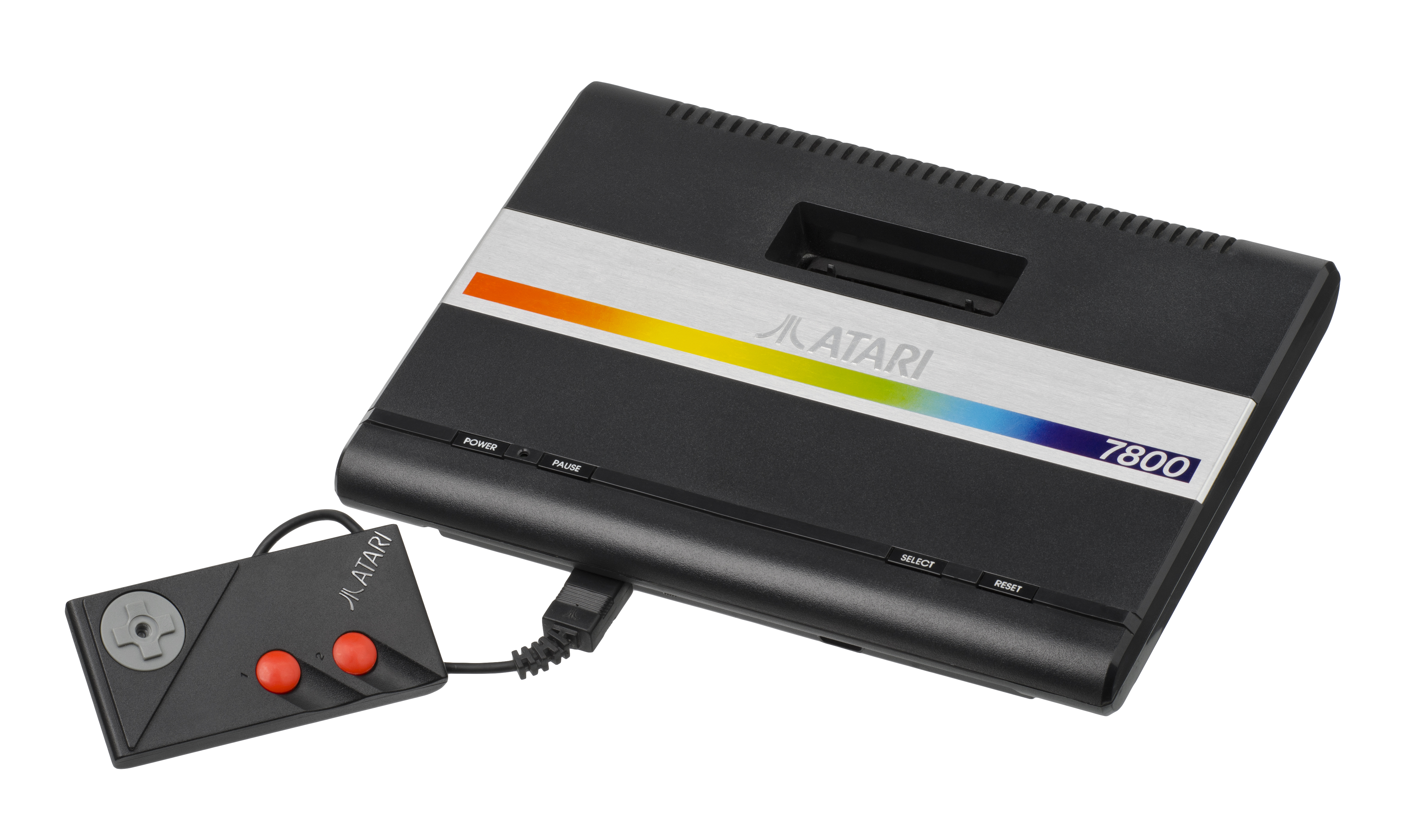
Nachfolgegerät Atari 7800, das auch Spiele des VCS 2600 ausführen kann

Im Jahr 1985 überschritten die Verkaufszahlen für die Konsole die Millionengrenze, obwohl sich die Vermarktungsbemühungen lediglich auf das Vorstellen neuer Spiele beschränkt hatten. Im Folgejahr setzte Atari die Veröffentlichung neuer Spiele fort und brachte 1986 neben der Nachfolgekonsole Atari 7800, die im Gegensatz zum Atari 5200 abwärtskompatibel ist, auch eine optisch aufgefrischte Version des Atari 2600 heraus. In den USA kostete dieses neue Junior-Modell mit veränderter Frontblende rund 50 US-Dollar. Sämtliche Spielkonsolen von Atari waren bis zum Jahresende 1986 ausverkauft – die von Nintendo mit seinem Entertainment System (NES) Ende 1985 angestoßene allgemeine Wiederbelebung des Videospielemarktes hatte auch bei Atari zu einer verstärkten Nachfrage geführt. In der Bundesrepublik Deutschland avancierte Ataris 2600 zur meistverkauften Videospielkonsole des Jahres 1987; sie kostete zu diesem Zeitpunkt etwa 130 DM.
Insbesondere mit Hinblick auf die Konkurrenzgeräte Nintendo Entertainment System und Sega Master System verstärkte Atari 1988 seine Vermarktungsbemühungen. Die Konsole wurde in den USA wieder von Handelsketten wie Sears und Montgomery Ward ins Verkaufsprogramm genommen, man rief Aktionen wie die Atari Advantage Collection Promo ins Leben und legte Bonusprogramme auf. Atari engagierte zudem seinen von Warner entlassenen Gründer Nolan Bushnell und dessen Unternehmen Axlon als neuen Hersteller für Spiele. Obwohl Ataris 2600 den Konkurrenzprodukten technisch weit unterlegen war, konnte durch den günstigen Preis im Jahr 1988 noch ein Marktanteil von 16 Prozent erreicht werden. Insgesamt waren nach Ataris Angaben bis Ende 1988 rund 26 Millionen Atari VCS 2600 verkauft worden. Der Trend zu weiteren neuen Spielen setzte sich auch 1989 und 1990 fort. Deren Verkäufe blieben bis zum Produktionsende der Konsole allerdings auf Absatzgebiete außerhalb des mittlerweile schlechtgehenden US-Marktes beschränkt.

#### Produktionseinstellung
Ende des Jahres 1991 stellte Atari die Produktion der erfolgreichen, aber mittlerweile veralteten Spielkonsole ein. Größere Lagerbestände auch an Spielen gelangten daraufhin 1992 vor allem in den USA zu Niedrigstpreisen in den Handel. 1993 schrieb der Hersteller auch die letzten noch verbliebenen Reste ab. Es wird davon ausgegangen, dass weltweit insgesamt bis zu 30 Millionen Exemplare des Atari VCS 2600 verkauft wurden.

## Technische Informationen
Zum Spielen wird das Steuergerät mit seinem Antennenkabel für damals handelsübliche Fernsehgeräte, das Netzteil, externe Bedienelemente und ein Steckmodul benötigt. Es ist kein Spiel vorinstalliert. Ein Batteriebetrieb ist nicht möglich.

### Aufbau der Steuereinheit
In das pultförmige Gehäuse aus schwarzem Plastik sind der Aufnahmeschacht für das Spielmodul, Anschlussbuchsen für Netzteil und Controller sowie diverse Bedienelemente eingelassen. Mittels des Netzschalters wird das Gerät in und außer Betrieb genommen. Die Resettaste dient zum Neustart eines Spiels. Eine weitere Taste ermöglicht die Auswahl von Optionen für das gerade ausgeführte Spiel. Ein weiterer Schalter ist dafür vorgesehen, dem Modul mitzuteilen, ob Schwarzweiß- oder Farbausgabe gewünscht ist. Zudem können individuelle Schwierigkeitsgrade für die beiden Spieler, die sogenannten Handicaps, mithilfe zweier weiterer Schalter eingestellt werden. Sämtliche elektronische Komponenten sind im Gehäuseinneren untergebracht.
| - Vorderseite des Atari Video Computer System mit Aufnahmeschacht für die Steckmodule und sechs Bedienelementen - Obere Gehäusehälfte entfernt - Nebenplatine und Abschirmung aus Aluminiumdruckguss, die die Hauptplatine enthält - Unterseite der Hauptplatine mit schwarzen Controllerbuchsen - Hauptplatine mit Mikroprozessor (CPU 6507), Ein-/Ausgabebaustein (PIA 6532) und Television Interface Adaptor (TIA) - Untere Gehäusehälfte mit Aussparungen für die Anschlussbuchsen auf der Rückseite - Vorderseite des Atari 2600 mit Aufnahmeschacht für die Steckmodule und vier Bedienelementen - Obere Gehäusehälfte entfernt - Platine mit Abschirmung aus Aluminiumblech, die CPU und weitere elektronische Bauelemente enthält - Abschirmung aus Aluminiumblech entfernt - Untere Gehäusehälfte - Vorderseite des Atari 2600 Junior (zweite Variante von 1986) mit Aufnahmeschacht für die Steckmodule und vier Bedienelementen - Obere Gehäusehälfte entfernt - Platine mit allen elektronischen und mechanischen Baugruppen (Aluminiumabschirmung entfernt) - Untere Gehäusehälfte mit Lüftungsschlitzen und Aussparungen für die Anschlussbuchsen auf der Rückseite |

Die Geräte der ersten Baureihen enthalten jeweils zwei Platinen, auf denen alle elektronischen und mechanischen Baugruppen untergebracht sind. Bei den übrigen Revisionen ist dagegen nur eine einzelne Leiterplatte verbaut. Die auf den Platinen befindlichen Metallgehäuse dienen zur Abschirmung elektromagnetischer Störstrahlung, die den Antennenempfang von Fernsehgeräten merklich verschlechtern konnte.

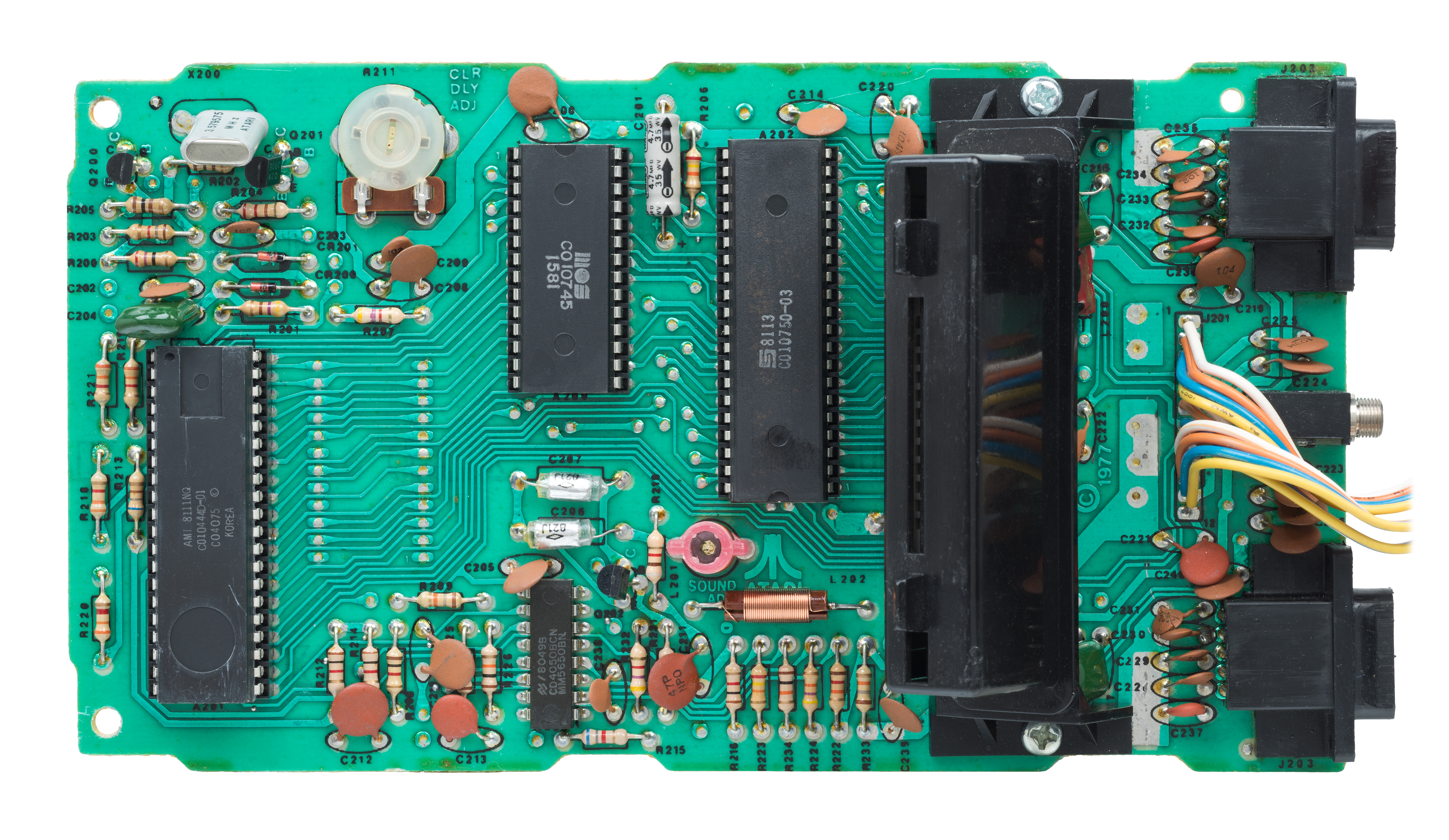
Hauptplatine VCS
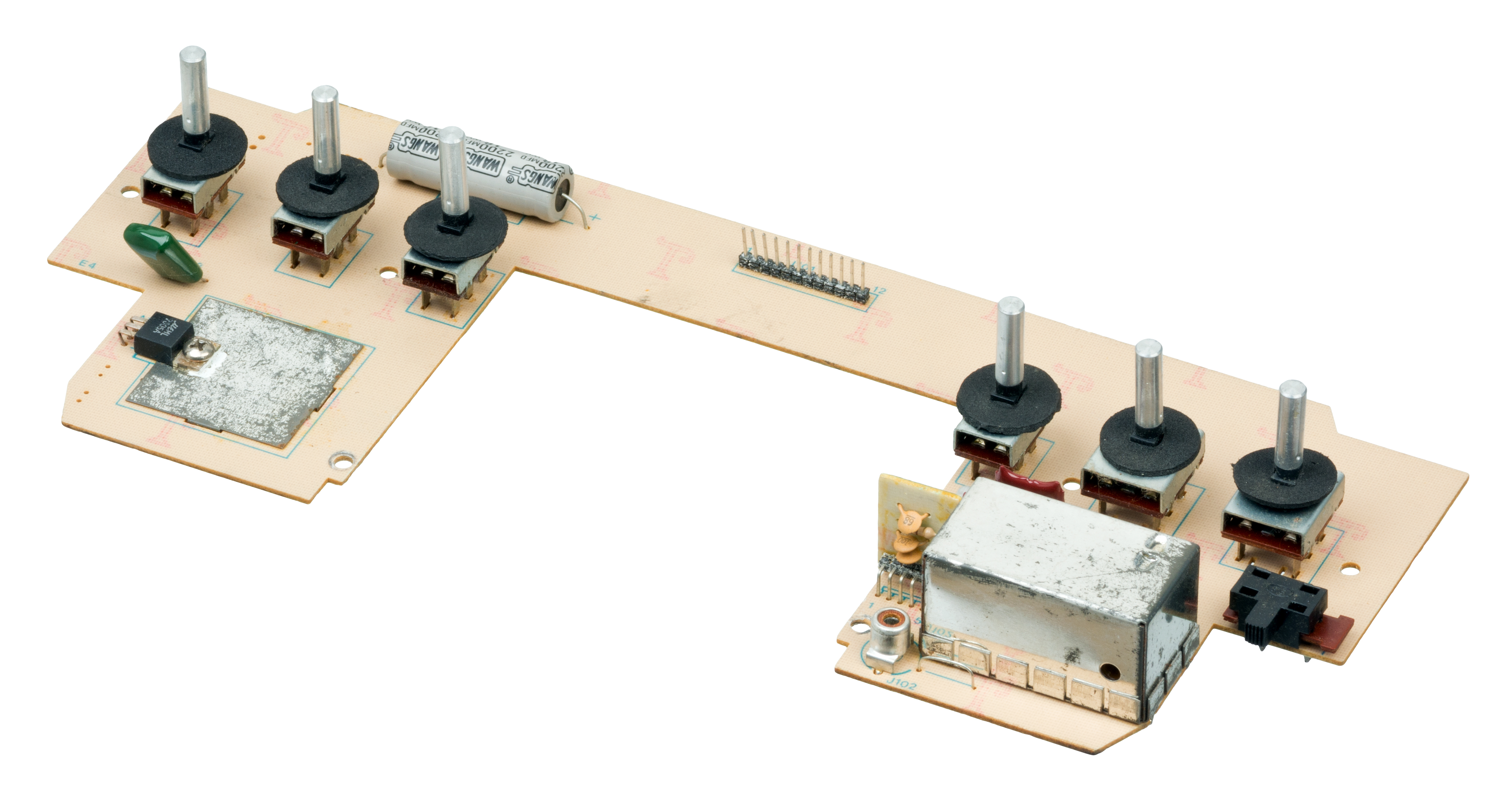
Nebenplatine VCS
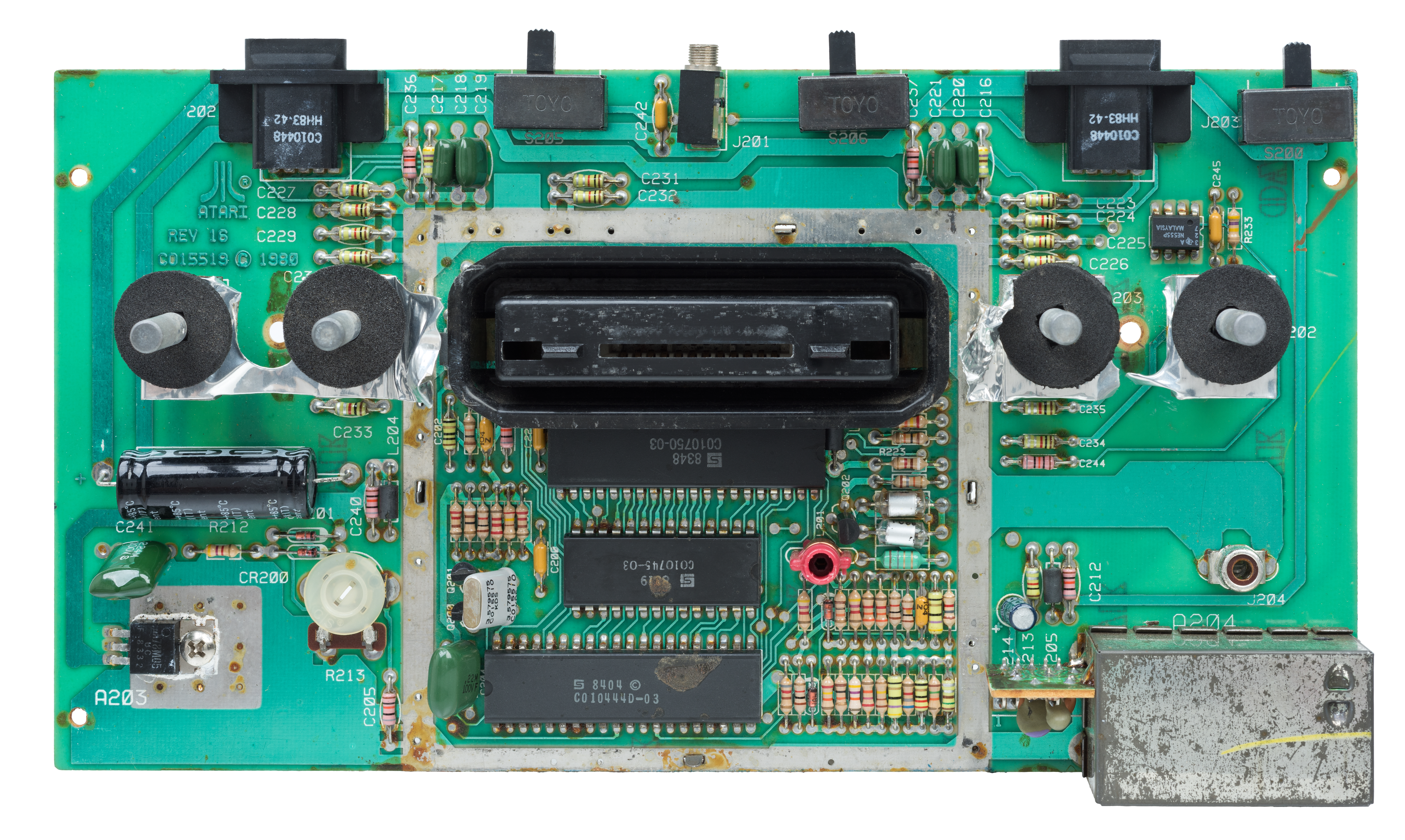
Platine Atari 2600
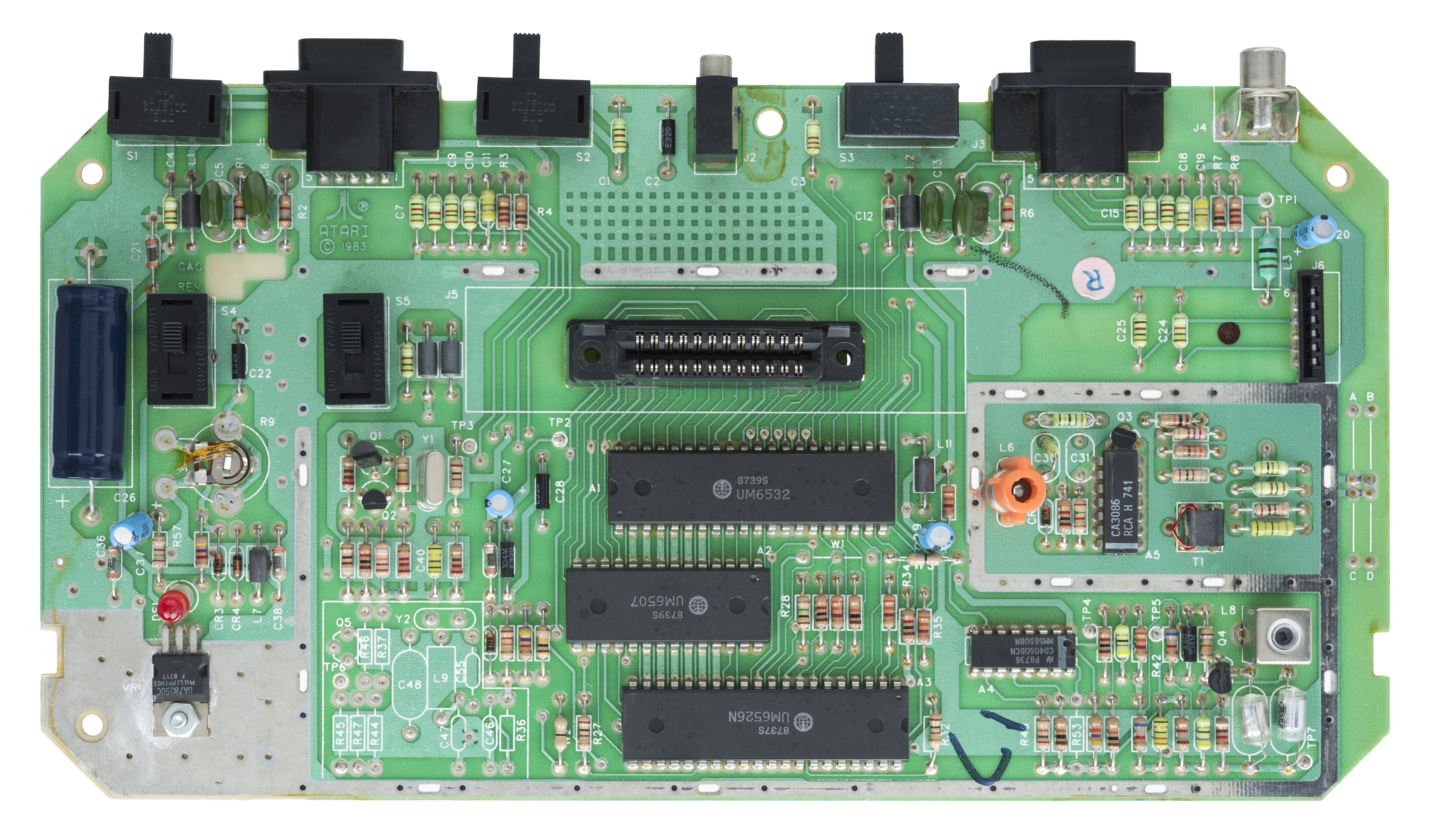
Platine Junior-Modell
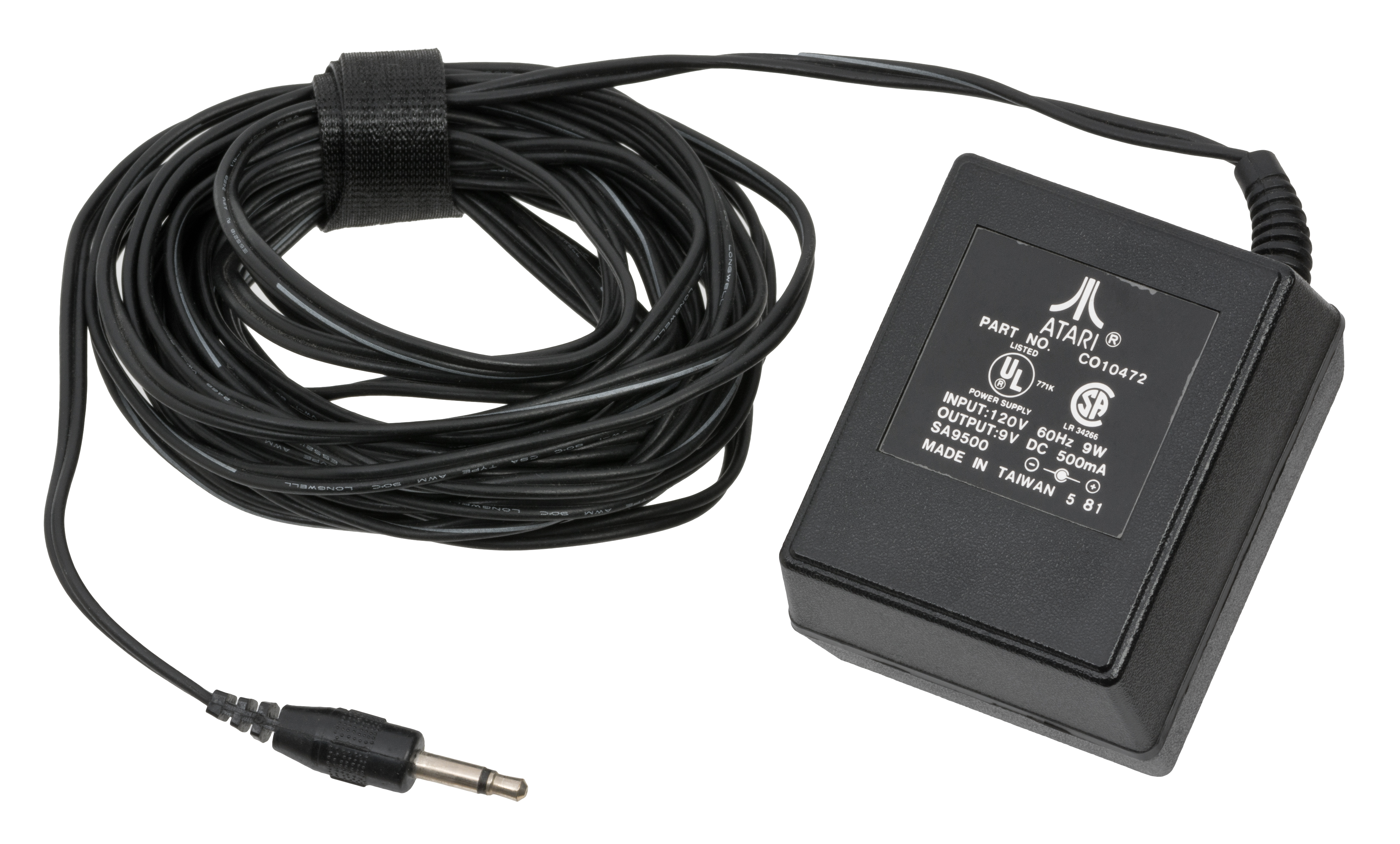
Netzteil

### Funktionsweise
Im Gegensatz zu älteren Spielkonsolen wie der Odyssey oder Modellen mit dem AY-3-8500 basiert das Atari VCS 2600 auf einer 8-Bit-Mikroprozessorarchitektur. Durch die damit gegebene Programmierbarkeit ist das System vielseitig einsetzbar. Wegen seines frühen Erscheinungsdatums ist die Leistungsfähigkeit jedoch sehr begrenzt und mit heutigen Spielkonsolen nicht vergleichbar.

#### Mikroprozessor

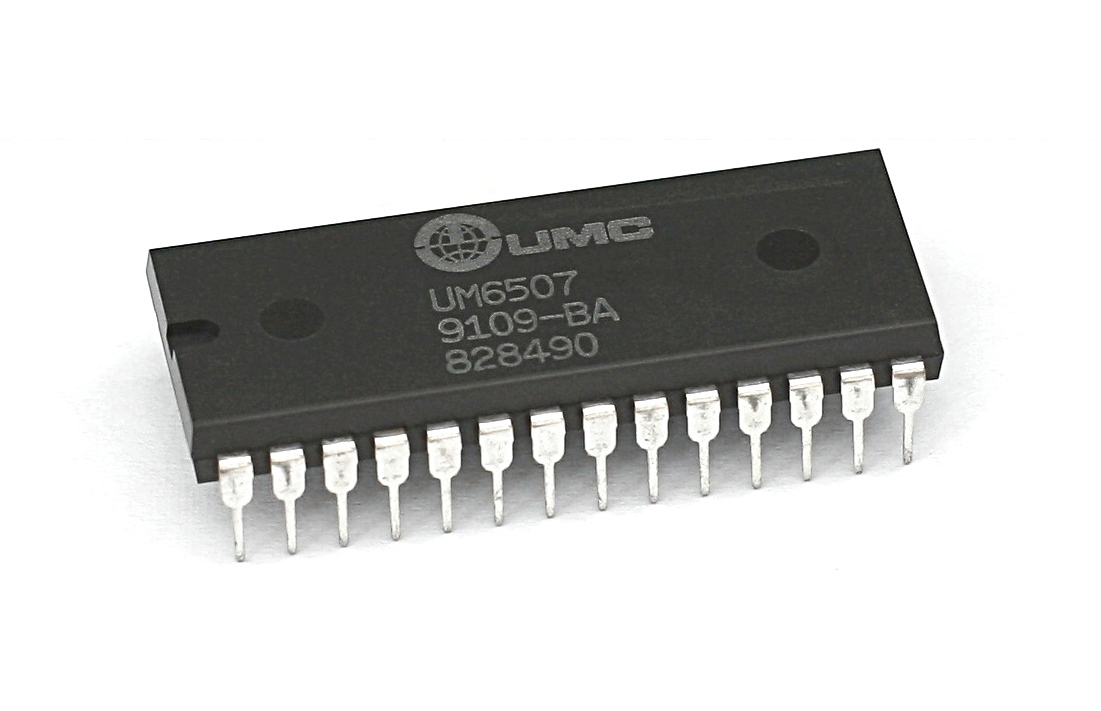
Mikroprozessor 6507 im 28-poligen DIL-Gehäuse

Der eingesetzte Mikroprozessor vom Typ MOS 6507 dient als zentrale Verarbeitungseinheit zur Steuerung des gesamten Spielgeschehens und seiner audiovisuellen Präsentation. Es handelt sich dabei um eine eigens für Atari gefertigte preisgünstigere Variante des 6502 mit nur 28 statt der sonst 40 herausgeführten Anschlusspins. Obwohl damit lediglich 8192 verschiedene Adressen verwaltet werden können, erschien die Verwendung des 6507 zum Zeitpunkt der Konsolenentwicklung sinnvoll – hohe Preise machten den Einsatz des selbst damit noch höchstens ansprechbaren Speichers ohnehin unmöglich. Der Systemtakt beträgt bei PAL-Geräten, wie sie beispielsweise für den europäischen Markt hergestellt wurden, 1,18 MHz. Bei Atari Computer Systemen für die NTSC-Fernsehnorm ist er mit 1,19 MHz geringfügig höher.

#### Speicher
Die für den Mikroprozessor benötigten Programmanweisungen und Daten – also zum Beispiel die Gestalt einer Spielfigur – sind in separierbarem Festwertspeicher, dem ROM-Steckmodul, hinterlegt. Konstruktionsbedingt können vom VCS davon nicht mehr als 4096 Byte gleichzeitig verwaltet werden. Allerdings lassen sich die Inhalte durch Bankumschaltung austauschen, so dass insgesamt wesentlich größere Datenmengen verarbeitet werden können. Einige Spiele machen von dieser Technik Gebrauch, ihre Steckmodule enthalten daher bis zu 64 Kilobyte Festwertspeicher. Auf Steckmodulen kann ebenfalls Arbeitsspeicher verbaut sein. Dieser RAM dient im Allgemeinen zur Zwischenspeicherung von Programmvariablen und Spielständen. Der gesamte bereits in der Konsole enthaltene Arbeitsspeicher von 128 Byte ist Teil eines weiteren hochintegrierten Schaltkreises, des MOS 6532. Neben Verarbeitungsmöglichkeiten für Benutzereingaben ergänzt er das System zudem um einen programmierbaren Zeitgeber.

#### Grafik und Ton, Fernsehsignale

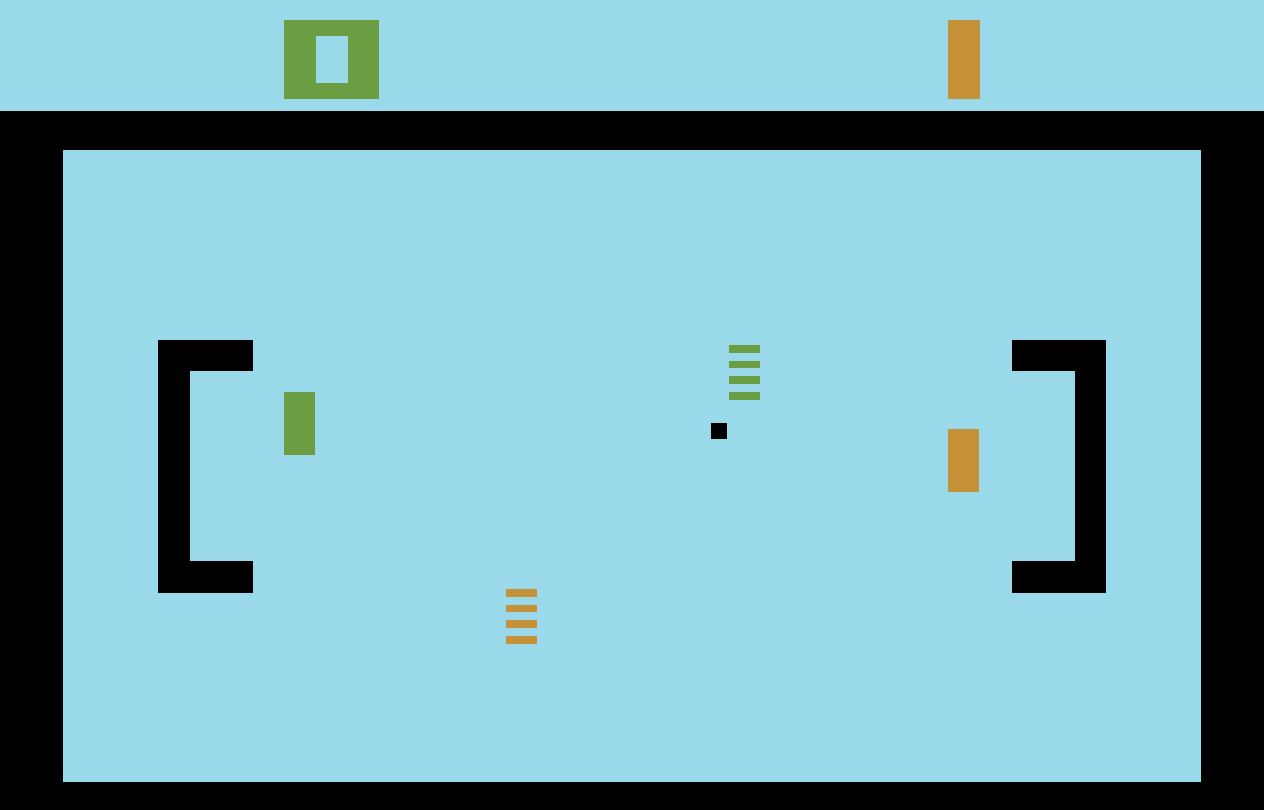
Emulator-Screenshot des Spiels Video Olympics von 1977

Für eine speichereffektive und gleichzeitig flexible Erzeugung der Grafik kommt beim Atari Video Computer System anstelle des RAM-orientierten der sogenannte objekt-orientierte Ansatz zur Anwendung. Form- und Lageänderungen einzelner grafischer Objekte – auch Sprites genannt – werden dabei nicht vom Mikroprozessor in einem Bildwiederholspeicher durchgeführt. Diese Aufgaben übernimmt vielmehr ein u. a. dafür bestimmter Hardwarebaustein, der ohne Bildwiederholspeicher arbeitet und auch die Fernsehsignale erzeugt. Dieser von Atari entwickelte hochintegrierte Kundenschaltkreis, der Television Interface Adaptor (kurz TIA), wird dazu mit entsprechenden Instruktionen vom Mikroprozessor gesteuert. Die Ausführung dieser Instruktionen im Kernel genannten Programmblock muss dabei genau auf die Position des Elektronenstrahls der in den 1970er Jahren ausschließlich genutzten analogen Röhrenfernsehgeräte abgestimmt sein. Diese Echtzeitprogrammierung der Grafik macht das Erstellen von Spielen für das Atari VCS 2600 vergleichsweise schwierig.

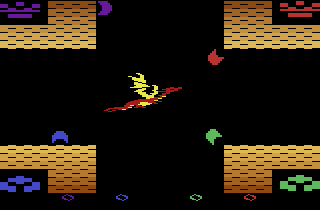
Emulator-Screenshot des Spiels Medieval Mayhem von 2006

Der Inhalt jedes Bildes kann durch den Kernel aus verschiedenen konfigurierbaren grafischen Objekten, die der TIA bereitstellt, aufgebaut werden. Eine davon ist der horizontal grob aufgelöste Hintergrund, das Spielfeld. Andere grafische Objekte sind die beiden feiner aufgelösten Spielfiguren, zwei Geschosse und der Ball. Sie werden vom TIA gemäß benutzerdefinierbaren Überlappungsregeln in das aktuelle Spielfeld kopiert und dann einer Kollisionsprüfung unterzogen. Auf diesem Weg kann überprüft werden, ob sie sich untereinander oder Teile des Spielfeldes wie beispielsweise Labyrinthwände berühren. Diese Fähigkeiten dienen der vereinfachten Erstellung von Spielen mit beweglichen interagierenden Grafikobjekten. Durch entsprechende Programmiertechniken können beispielsweise auch wesentlich mehr als nur zwei Spielfiguren gleichzeitig auf dem Bildschirm dargestellt werden. Den vom TIA bereitgestellten Objekten und auch dem Hintergrund oder Teilen davon kann zudem eine Farbe zugeordnet werden. Bei NTSC-Geräten steht dazu eine Palette von 128, bei PAL-Konsolen von 104 verschiedenen Farben zur Verfügung. Von SECAM-Geräten können dagegen lediglich 8 dargestellt werden.
Der TIA enthält neben den Grafikbaugruppen auch beeinflussbare Tongeneratoren und Abfragemöglichkeiten für bestimmte Arten von Controllern. Die erzeugten Fernsehsignale sowohl für Bild als auch Ton werden dann über weitere Baugruppen in den Antenneneingang des Fernsehers eingespeist.

### Controller
Zur Steuerung der Spiele sind verschiedene Bediengeräte, die Controller, vorgesehen. Sie werden mit einem 9-poligen D-Sub-Stecker an eine der beiden Controllerbuchsen auf der Konsolenrückseite angeschlossen. Im Folgenden werden nur die bekanntesten mit dem Atari VCS 2600 und Ataris Spielen vertriebenen Controller vorgestellt. Dritthersteller brachten eine Vielzahl weiterer auf den Markt.

#### Joysticks

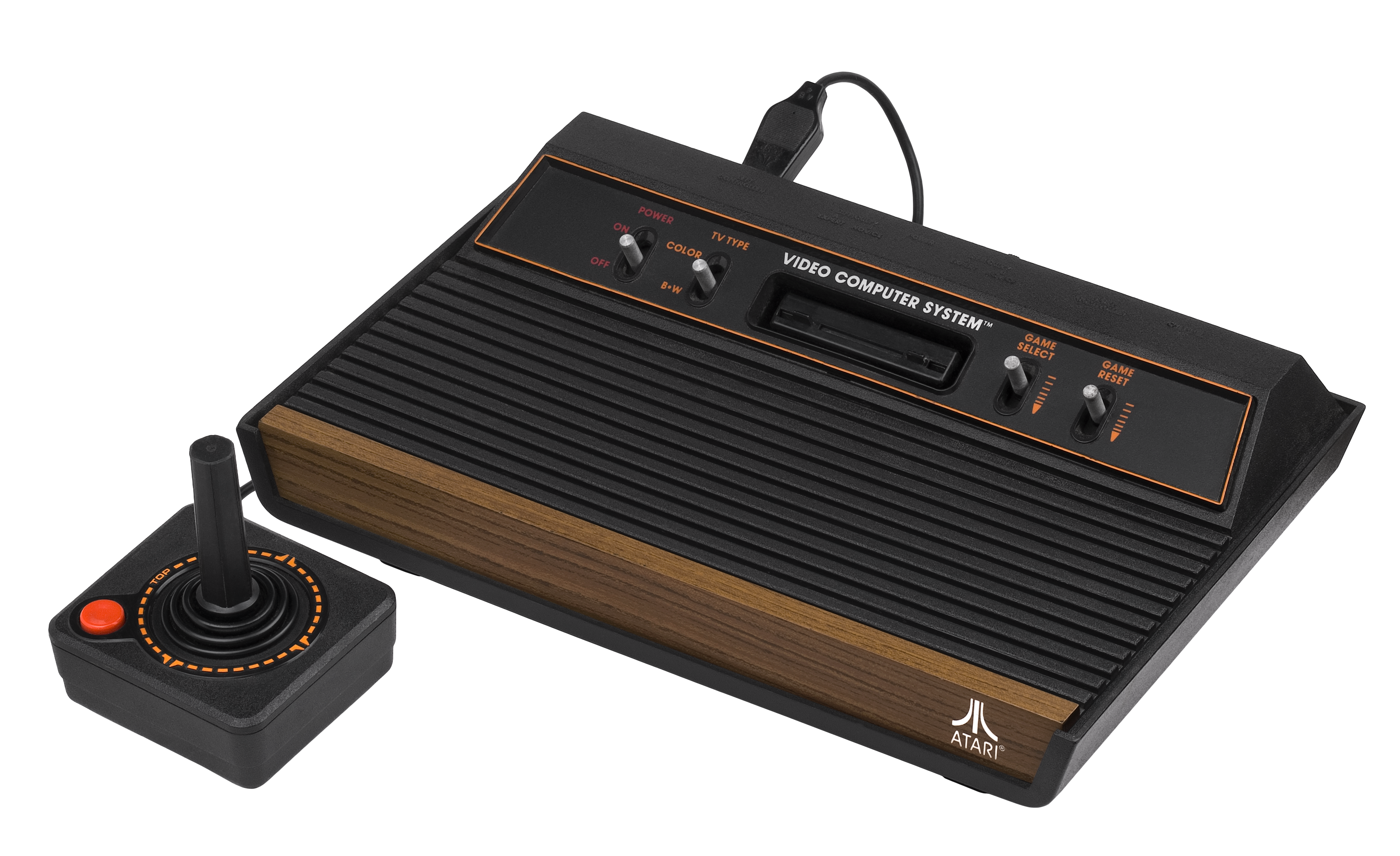
Atari VCS mit Joystick CX40

Die von Atari für das VCS 2600 produzierten Joysticks sind ausschließlich digitale 8-Wege-Joysticks. Das zuerst hergestellte kabelgebundene Modell mit der Bezeichnung CX10 wurde schon 1978 vom günstigeren aber äußerlich kaum unterscheidbaren CX40 abgelöst. 1983 erweiterte Atari seine Angebotspalette um das kabellose Modell CX42 mit Antenne und zusätzlicher Empfangseinheit für die Konsole. Der Griff ist baugleich mit dem des CX40. Sein Gehäuse ist allerdings größer, was der zusätzlich unterzubringenden Funktechnik und Batterie geschuldet ist. Mit Einführung der Junior-Konsole im Jahr 1984 stellte Atari einen weiteren kabelgebundenen Joystick vor, das ProLine Stick genannte Modell CX24. Ende der 1980er Jahre lieferte Atari die neueren Junior-Modelle mit einem Joypad aus, das zuvor schon mit dem Atari 7800 vertrieben worden war.

#### Drehregler
Neben den digitalen Joysticks bot Atari mit dem Paddle Controller und Driving Controller auch Drehregler an. Beim Paddle Controller wird im Gegensatz zu den Joysticks mit ihren einfachen Kontaktschaltern die Bewegung des Drehknopfes durch einen verstellbaren elektrischen Widerstand analog, also stufenlos, übertragen. Eine heftigere Drehung führt – bei entsprechender programmtechnischer Abfrage – auch zu einer schnelleren Bewegung beispielsweise einer Spielfigur auf dem Bildschirm. Der Drehwinkel des Knopfes ist auf 300 Winkelgrad beschränkt. Der anschlaglose Driving Controller arbeitet dagegen digital, so wie auch der Feuerknopf an jedem der beiden Drehregler. Der Paddle Controller ist pro Anschlussstecker allerdings doppelt ausgeführt und es können somit vier davon gleichzeitig an der Konsole betrieben werden.

#### Tastenpulte
Für Spiele mit komplexeren Eingabemöglichkeiten produzierte Atari kabelgebundene Tastenpulte mit jeweils zwölf Tasten. Das Tastenfeld kann dabei mit einer Überlegeschablone zur Kennzeichnung der Belegungen versehen werden. Der zuerst veröffentlichte Keyboard Controller war zum Gebrauch mit Lern- und Logikspielen gedacht, kam aber in zusammengesteckter doppelter Ausführung auch bei Anwendungen wie BASIC Programming zum Einsatz. Später erschienen mit dem Touch Pad für das Spiel Star Raiders und dem Kid’s Controller zwei weitere, technisch identische Tastenpulte.

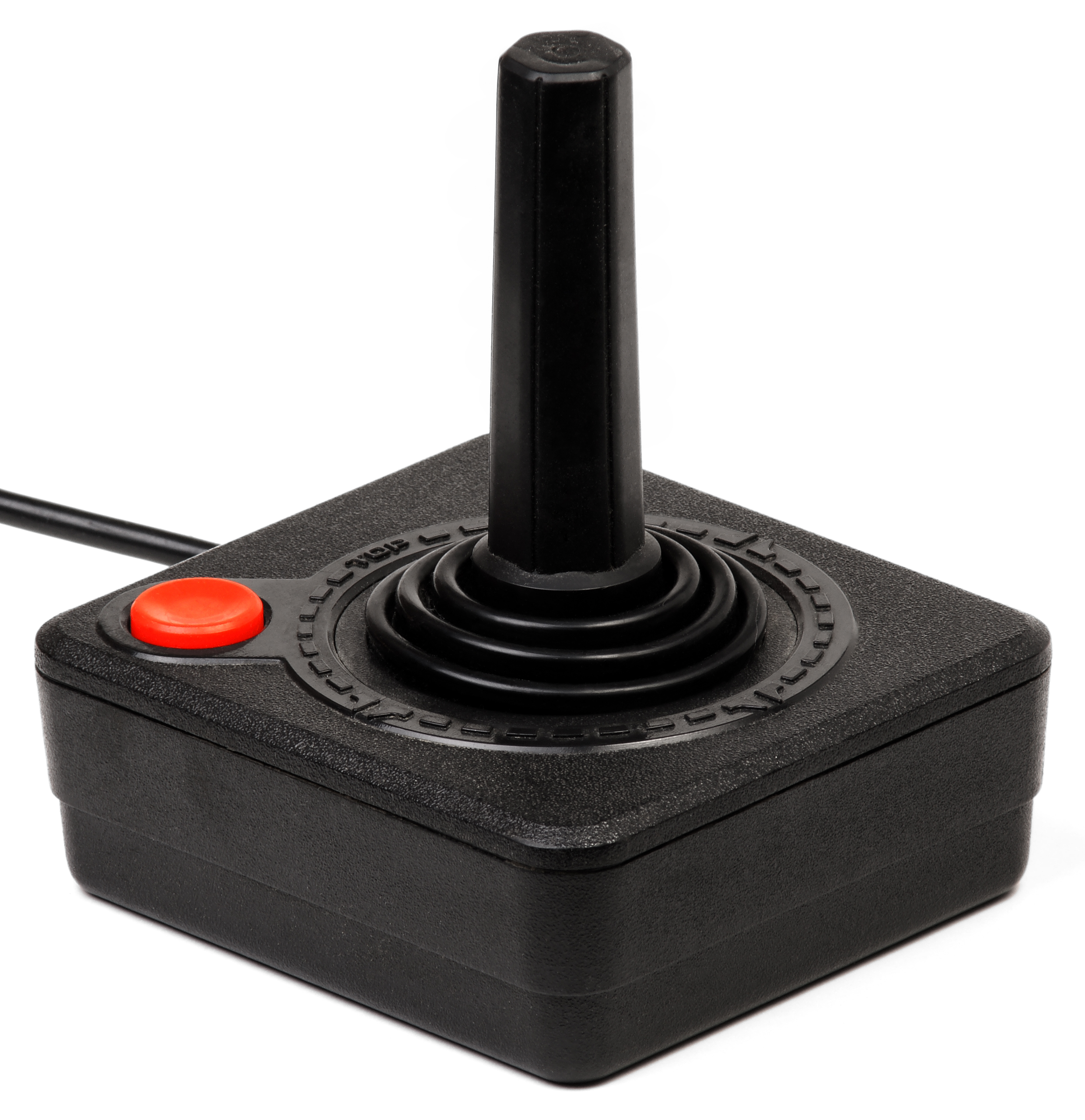
Joystick CX40
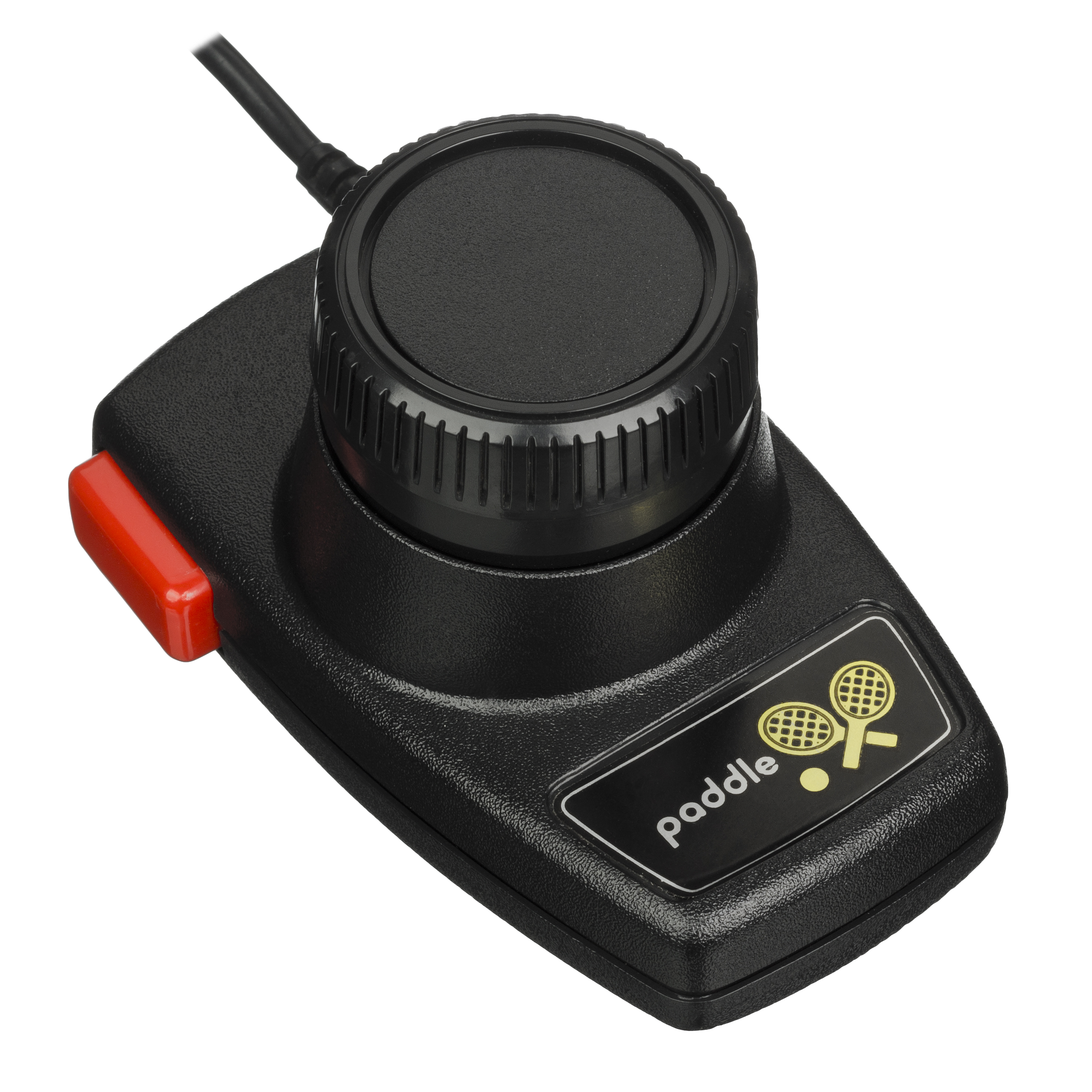
Paddle Controller CX30
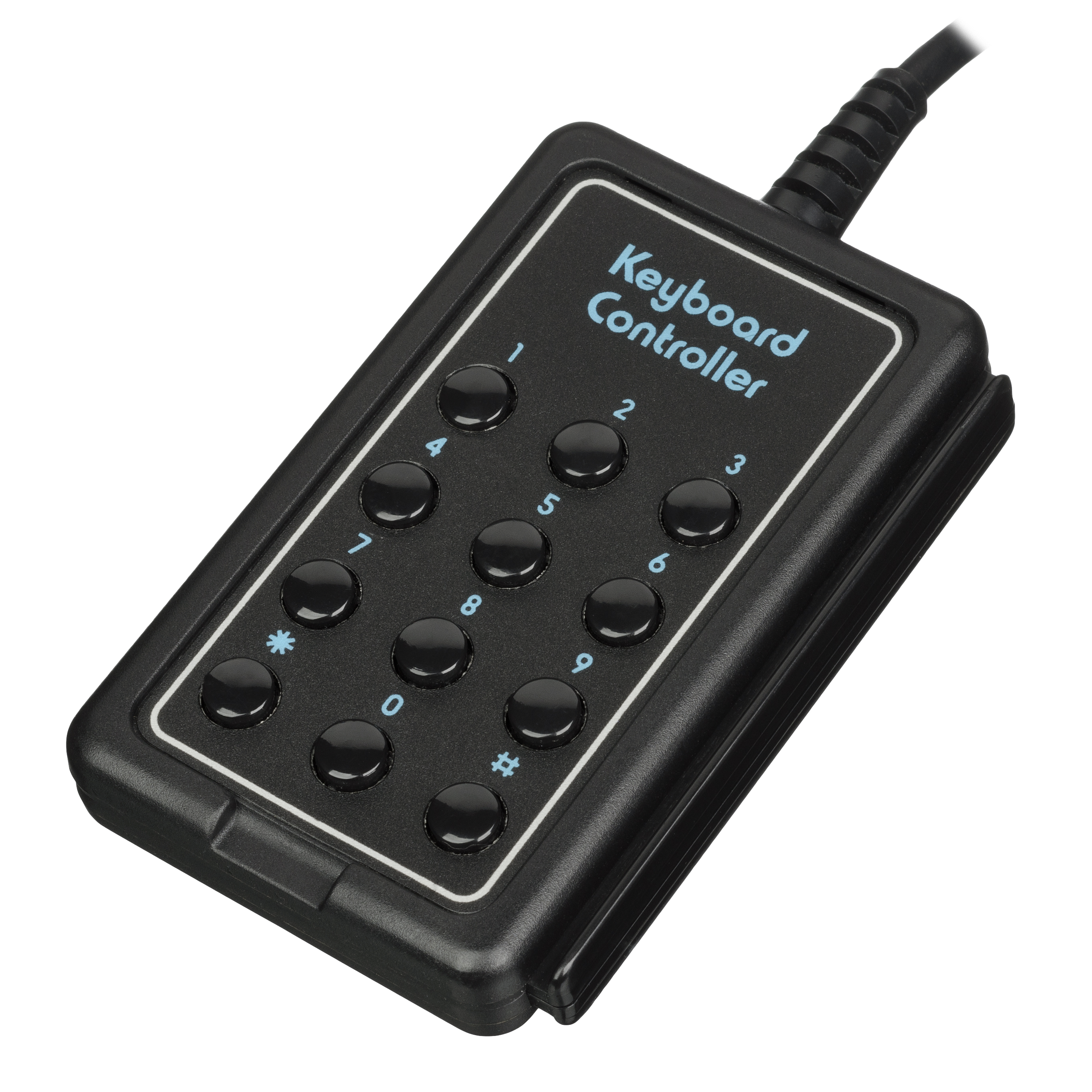
Keyboard Controller CX50
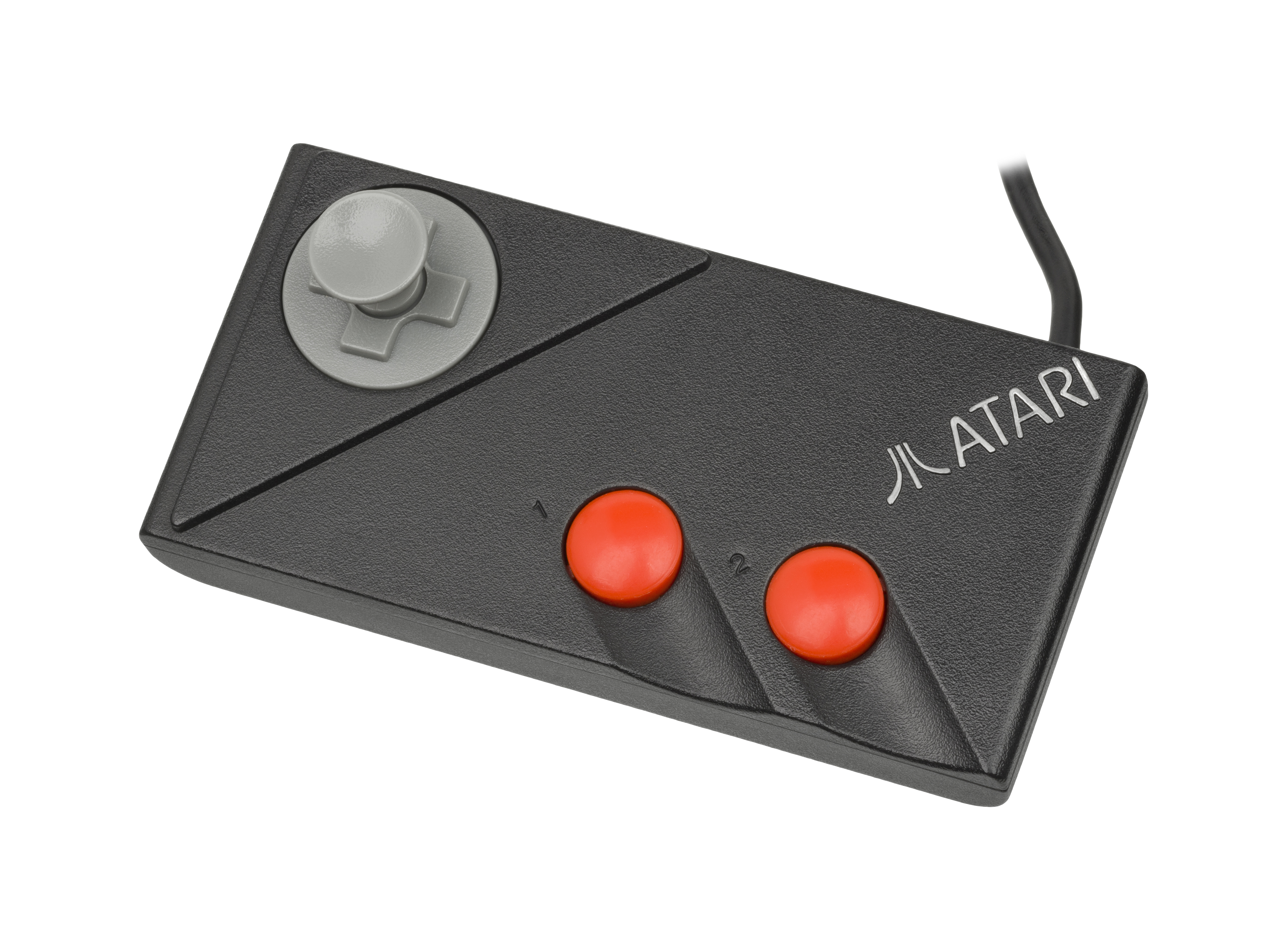
Joypad
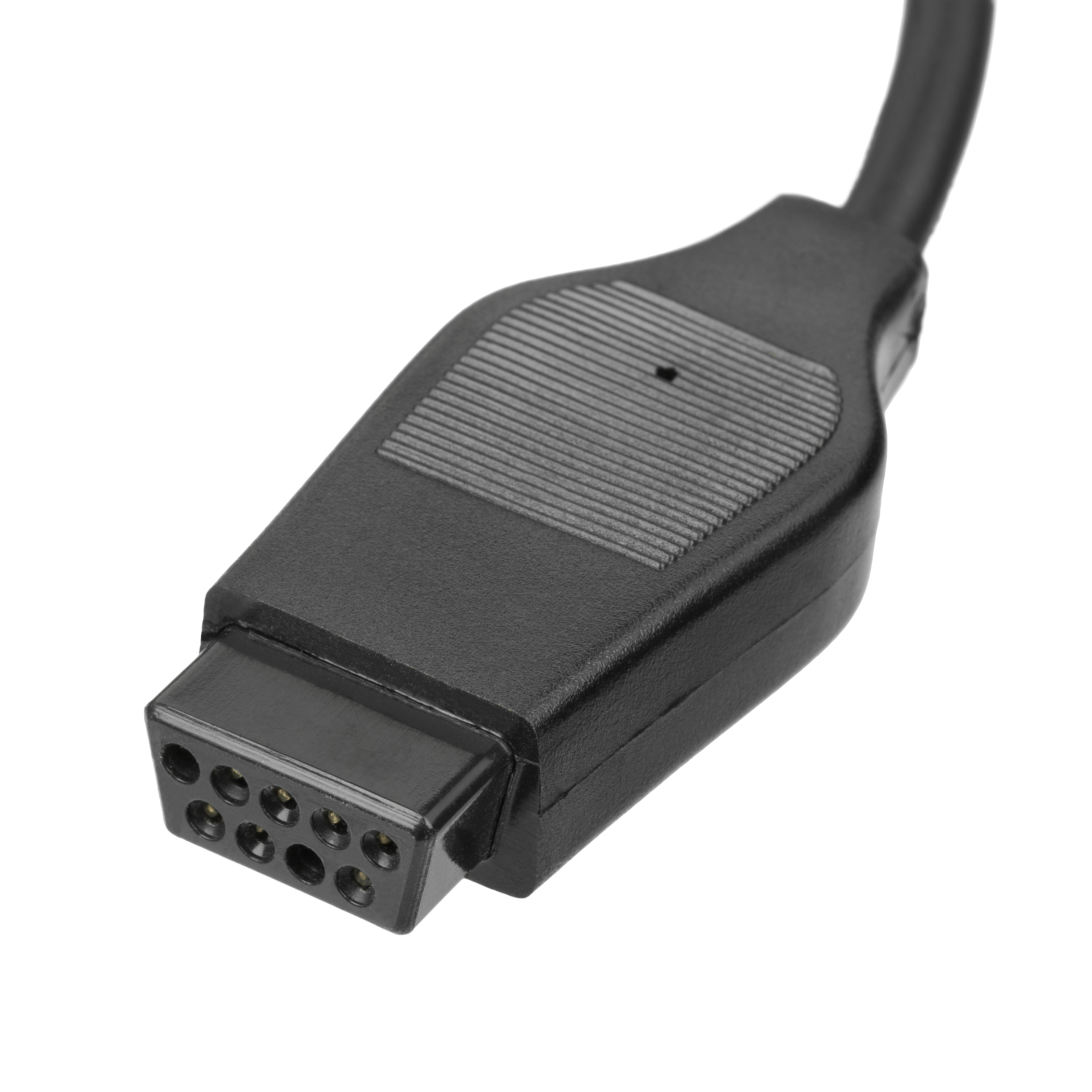
Anschlussstecker

### Steckmodule und Erweiterungen
Die auch Cassette, Cartridge, Steckmodul oder Spielmodul genannten Speichermedien enthalten jeweils eine Platine mit Kontaktzungen, die durch eine bewegliche Plastikabschirmung geschützt werden. Die Plastikabschirmung verhindert unerwünschte elektrostatische Entladungsprozesse beim Einstecken oder Entfernen des Steckmoduls, die zu Beschädigungen an den empfindlichen elektronischen Bauelementen von Konsole und Cartridge führen können. Befindet sich ein Steckmodul in der Konsole, ist gleichzeitig die Plastikabschirmung durch einen speziellen Mechanismus zur Seite geklappt und eine leitende Verbindung mit der Elektronik im Konsoleninneren hergestellt. Damit kann der Mikroprozessor mit dem Auslesen des auf der Steckmodulplatine befindlichen Festwertspeichers beginnen.

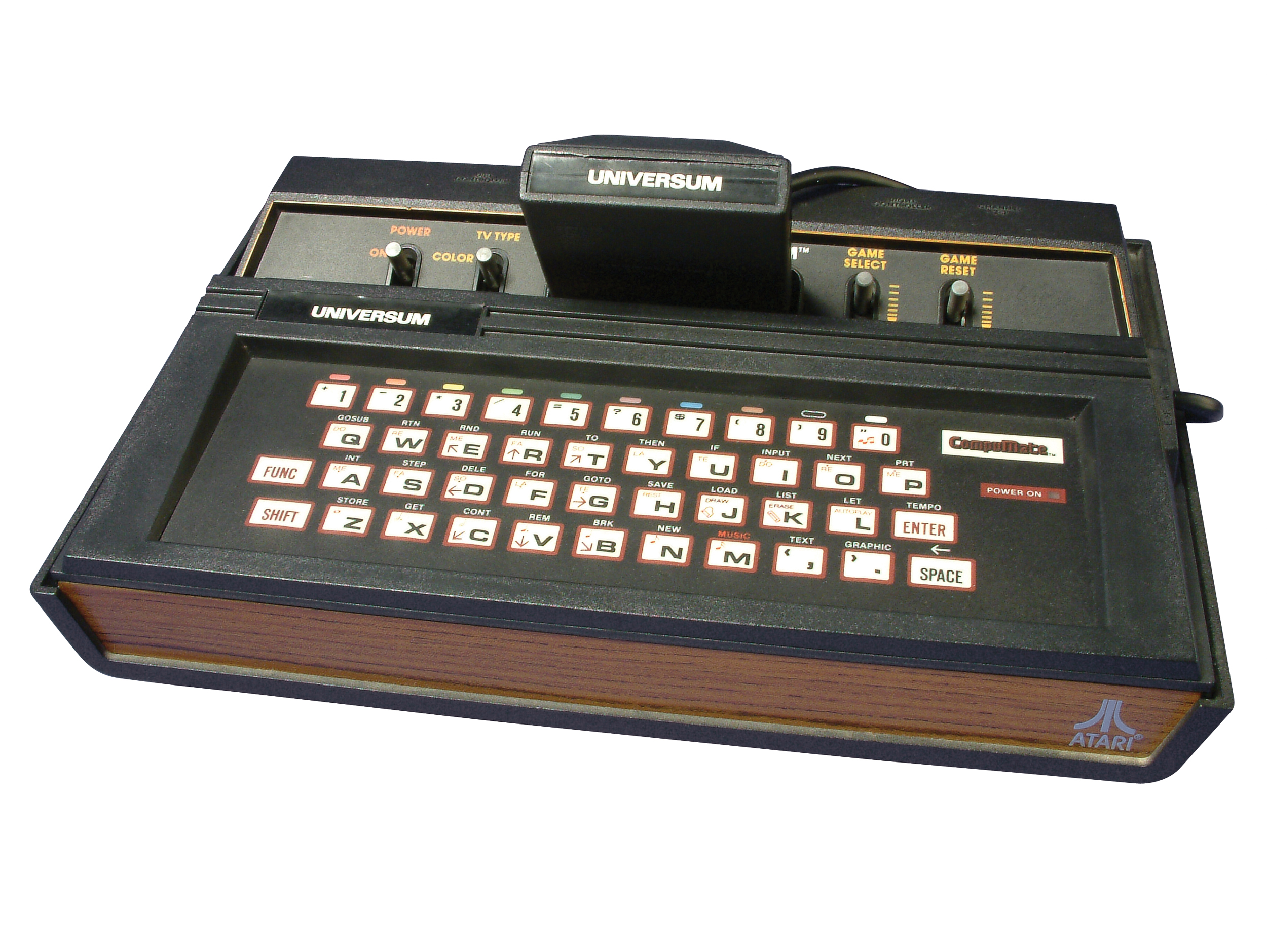
Atari VCS mit montiertem Compumate von Universum

Neben Arbeitsspeicher konnten auch Zusätze zum Anschluss von Peripheriegeräten am Steckmodulschacht nachgerüstet werden. Solche Erweiterungen wurden ausschließlich von Drittherstellern angeboten. Dazu zählte beispielsweise Spectravideo mit seinem Compumate, einem sogenannten Computer Upgrade. Es stellte unter anderem einen BASIC-Interpreter und eine dazu passende Tastatur mit 42 Tasten bereit. Darüber hinaus ließ sich am Compumate jeder handelsübliche Kassettenrekorder anschließen, womit selbsterstellte BASIC-Programme auf Kompaktkassette gespeichert und auch wieder eingelesen werden konnten. Für ein derart aufgerüstetes VCS bot Spectravideo zudem vorgefertigte Software zum Kauf an. In der Bundesrepublik Deutschland wurde das Compumate vom Versandhaus Quelle unter der unternehmenseigenen Handelsmarke Universum vertrieben. Andere, aber rechtlich umstrittene Erweiterungen waren Geräte zum Kopieren von Atari-Spielmodulen, wozu auch der Kopierautomat SP-280 von Unimex zählte. Auch der Starpath Supercharger – in der Bundesrepublik Deutschland von Unimex vertrieben – erfreute sich großer Beliebtheit, verbesserte er doch die grafischen und tontechnischen Möglichkeiten des Atari VCS 2600 beträchtlich. Die dazugehörigen Spiele lieferte der Hersteller auf günstigen Kompaktkassetten aus, die dann mit Hilfe handelsüblicher Kassettenrekorder eingelesen werden konnten. In den USA war überdies ein Modem zur Datenfernübertragung erhältlich. Mit diesem GameLine genannten System konnten eigens vom Hersteller Control Video Corporation kostenpflichtig bereitgestellte Spiele über die Telefonleitung heruntergeladen und auf dem heimischen Atari VCS 2600 ausgeführt werden.

## Spiele
Jeder von Atari veröffentlichte Spieletitel ist mit einer fortlaufenden Nummer versehen. Insgesamt produzierte Atari über 130 verschiedene Spiele. Zudem kamen ab 1979 viele Spiele von Drittherstellern hinzu, so dass die Spielebibliothek über 1000 verschiedene Titel enthält. Anbieter wie beispielsweise das bundesdeutsche Versandhaus Quelle übernahmen einen Teil der Spiele, passten sie aber teilweise nationalen Erfordernissen an. Im Folgenden werden lediglich die von Atari produzierten tabellarisch aufgelistet.
| Spielename                          | CX Seriennummer | Jahr der Veröffentlichung |
| ----------------------------------- | --------------- | ------------------------- |
| 32 in 1                             | 26163           | 1988                      |
| 3-D Tic-Tac-Toe                     | 2618            | 1978                      |
| Adventure                           | 2613            | 1980                      |
| Air-Sea Battle                      | 2602            | 1977                      |
| Alpha Beam with Ernie               | 26103           | 1983                      |
| Asterix                             | 2696            | 1983                      |
| Asteroids                           | 2649            | 1981                      |
| Atari Video Cube                    | 2670            | 1982                      |
| Backgammon                          | 2617            | 1979                      |
| Basic Math (Fun with Numbers)       | 2661            | 1977                      |
| BASIC Programming                   | 2620            | 1979                      |
| Basketball                          | 2624            | 1978                      |
| Battlezone                          | 2681            | 1983                      |
| Berzerk                             | 2650            | 1982                      |
| Big Bird’s Egg Catch                | 26104           | 1983                      |
| Blackjack                           | 2651            | 1977                      |
| Bowling                             | 2628            | 1979                      |
| Brain Games                         | 2664            | 1978                      |
| Breakout                            | 2622            | 1978                      |
| Canyon Bomber                       | 2607            | 1979                      |
| Casino                              | 2652            | 1978                      |
| Centipede                           | 2676            | 1982                      |
| Circus Atari                        | 2630            | 1980                      |
| Codebreaker                         | 2643            | 1978                      |
| Combat                              | 2601            | 1977                      |
| A Game of Concentration             | 2642            | 1978                      |
| Cookie Monster Munch                | 26102           | 1983                      |
| Crazy Climber                       | 2683            | 1982                      |
| Crossbow                            | 26139           | 1987                      |
| Crystal Castles                     | 26110           | 1984                      |
| Dark Chambers                       | 26151           | 1988                      |
| Defender                            | 2609            | 1982                      |
| Defender II                         | 26120           | 1988                      |
| Demons to Diamonds                  | 2615            | 1982                      |
| Desert Falcon                       | 26140           | 1987                      |
| Dig Dug                             | 2677            | 1983                      |
| Dodge ’Em                           | 2637            | 1980                      |
| Donald Duck’s Speedboat             | 26108           | 1983                      |
| Double Dunk                         | 26159           | 1989                      |
| E.T. the Extra-Terrestrial          | 2674            | 1982                      |
| Fatal Run                           | 26162           | 1990                      |
| Flag Capture                        | 2644            | 1978                      |
| Football                            | 2625            | 1978                      |
| Frog Pond                           | 2665            | 1982                      |
| Galaxian                            | 2684            | 1983                      |
| Golf                                | 2634            | 1980                      |
| Gravitar                            | 2685            | 1983                      |
| Gremlins                            | 26127           | 1984                      |
| Hangman                             | 2662            | 1978                      |
| Haunted House                       | 2654            | 1982                      |
| Home Run                            | 2623            | 1978                      |
| Human Cannonball                    | 2627            | 1978                      |
| Concentration                       | 2642            | 1978                      |
| Ikari Warriors                      | 26177           | 1989                      |
| Indy 500                            | 2611            | 1977                      |
| Joust                               | 2691            | 1983                      |
| Jr. Pac-Man                         | 26123           | 1986                      |
| Jungle Hunt                         | 2688            | 1983                      |
| Kangaroo                            | 2689            | 1983                      |
| Klax                                | 26192           | 1990                      |
| Krull                               | 2682            | 1983                      |
| Mario Bros.                         | 2697            | 1983                      |
| Math Gran Prix                      | 2658            | 1982                      |
| Maze Craze                          | 2635            | 1980                      |
| Midnight Magic                      | 26129           | 1986                      |
| Millipede                           | 26118           | 1984                      |
| Miniature Golf                      | 2626            | 1979                      |
| Missile Command                     | 2638            | 1981                      |
| Moon Patrol                         | 2692            | 1983                      |
| MotoRodeo                           | 26171           | 1990                      |
| Ms. Pac-Man                         | 2675            | 1983                      |
| Night Driver                        | 2633            | 1980                      |
| Obelix                              | 26117           | 1983                      |
| Off the Wall                        | 26168           | 1989                      |
| Oscar’s Trash Race                  | 26101           | 1983                      |
| Othello                             | 2639            | 1980                      |
| Outlaw                              | 2605            | 1978                      |
| Pac-Man                             | 2646            | 1982                      |
| Pelé’s Soccer (Championship Soccer) | 2616            | 1980                      |
| Pengo                               | 2690            | 1984                      |
| Pepsi Invaders                      | 2632            | 1983                      |
| Phoenix                             | 2673            | 1982                      |
| Pigs in Space                       | 26114           | 1983                      |
| Pole Position                       | 2694            | 1983                      |
| Quadrun                             | 2686            | 1983                      |
| Radar Lock                          | 26176           | 1989                      |
| Raiders of the Lost Ark             | 2659            | 1982                      |
| RealSports Baseball                 | 2640            | 1982                      |
| RealSports Boxing                   | 26135           | 1987                      |
| RealSports Football                 | 2668            | 1982                      |
| RealSports Soccer                   | 2667            | 1983                      |
| RealSports Tennis                   | 2680            | 1983                      |
| RealSports Volleyball               | 2666            | 1982                      |
| Road Runner                         | 2663            | 1989                      |
| Rubik’s Cube                        | 2698            | 1983                      |
| Secret Quest                        | 26170           | 1989                      |
| Sentinel                            | 26183           | 1990                      |
| Sky Diver                           | 2629            | 1979                      |
| Slot Machine                        | 2653            | 1979                      |
| Slot Racers                         | 2606            | 1978                      |
| Snoopy and the Red Baron            | 26111           | 1983                      |
| Solaris                             | 26136           | 1986                      |
| Sorcerer’s Apprentice               | 26109           | 1983                      |
| Space Invaders                      | 2632            | 1980                      |
| Space War                           | 2604            | 1978                      |
| Sprint Master                       | 26155           | 1988                      |
| Stargate                            | 26120           | 1984                      |
| Star Raiders                        | 2660            | 1982                      |
| Star Ship                           | 2603            | 1977                      |
| Steeplechase                        | 2614            | 1980                      |
| Stellar Track                       | 2619            | 1980                      |
| Street Racer                        | 2612            | 1977                      |
| Submarine Commander                 | 2647            | 1982                      |
| RealSports Baseball                 | 26152           | 1988                      |
| Super Breakout                      | 2608            | 1978                      |
| Super Football                      | 26154           | 1988                      |
| Superman                            | 2631            | 1978                      |
| Surround                            | 2641            | 1977                      |
| Swordquest: Earthworld              | 2656            | 1982                      |
| Swordquest: Fireworld               | 2657            | 1983                      |
| Swordquest: Waterworld              | 2671            | 1983                      |
| Taz                                 | 2699            | 1983                      |
| Track & Field                       | 26125           | 1983                      |
| Vanguard                            | 2669            | 1982                      |
| Video Checkers                      | 2636            | 1980                      |
| Video Chess                         | 2645            | 1979                      |
| Video Olympics                      | 2621            | 1977                      |
| Video Pinball                       | 2648            | 1980                      |
| Warlords                            | 2610            | 1981                      |
| Xenophobe                           | 26172           | 1990                      |
| Yars’ Revenge                       | 2655            | 1982                      |

## Rezeption

### Zeitgenössisch
Erste Erwähnungen des Atari VCS finden sich bereits unmittelbar nach seiner Markteinführung beispielsweise in einer Übersicht der auflagenstarken US-Zeitschrift Popular Mechanics aus dem Jahr 1977. Dort wird die Konsole allgemein als Vertreter einer „neuen Generation“ von Videospielen vorgestellt, deren Technik weitaus komplexere Unterhaltung als noch bei den älteren Pong-Konsolen bieten würde. Kurz darauf konstatierte das Starlog Magazine in einer Marktübersicht etwas mehr differenzierend, dass Ataris VCS wohl „mühelos“ von Fairchilds Channel F als der „komplexeren“ und „interessanteren“ Konsole „geschlagen“ werde. Für den damals bekannten Sachbuchautoren David H. Ahl hingegen war Ataris Konsole Mitte 1978 allen Konkurrenten „haushoch“ überlegen. Unmut erregte – auch bei vielen späteren Rezensenten – insbesondere das „Kabelwirrwar“, das die Konsole mit sich bringe und das laut Ahl „der typischen Hausfrau ganz sicher nicht gefallen werde“. Im selben Jahr führte die Zeitschrift Video umfangreiche Tests durch. Dabei wurden Höchstbewertungen sowohl im technischen Sektor als auch im Bereich der Bedienbarkeit und Benutzerfreundlichkeit vergeben. Man hob zudem die „beeindruckende“ Spieleauswahl und den Variantenreichtum der einzelnen Spiele, Ahl den langanhaltenden Spielspaß derselben hervor. Das Atari VCS sei für Kinder aller Altersgruppen und Erwachsene gleichermaßen geeignet und seine Anschaffung wurde daher jeder spielebegeisterten Familie empfohlen.
Angesichts der veränderten Konkurrenzsituation Anfang der 1980er Jahre sah man die Stärken des inzwischen weit verbreiteten Atari VCS nun weniger in seiner technischen Leistungsfähigkeit als vielmehr in der großen Anzahl der Spiele, darunter vor allem die Portierungen populärer Automatenspiele. Die Verkaufserfolge des Geräts und seiner Spiele innerhalb nur weniger Jahre führte man bereits zu dieser Zeit hauptsächlich auf Ataris aggressive Werbung zurück. Unterstützt durch Mundpropaganda seiner Benutzer war die Popularität des Geräts damit dermaßen gesteigert worden, dass die Begriffe „Atari“ und „Heimvideospielkonsole“ im allgemeinen Sprachgebrauch immer mehr zu Synonymen geworden waren, wie der Sachbuchautor Michael Blanchet 1982 anmerkte.

### Retrospektiv
Ataris VCS 2600 gilt als eine der wirtschaftlich und kulturell bedeutendsten Konsolen der Videospielgeschichte. Das von der Zeitschrift PC-Welt „Urvater aller Konsolen“ genannte Gerät habe der Meinung der Sachbuchautoren Tim Lapetino, Winnie Forster und Stephan Freundorfer zufolge als erstes überhaupt populäre Videospielklassiker der damals „boomenden“ Spielhallen in großem Maßstab „in die Wohnzimmer“ geholt. Damit stehe die Konsole laut der Encyclopædia Britannica wie keine andere für den Beginn einer neuen Ära von Heimunterhaltung. Sie habe nach Meinung des Erfinders der Heimvideospiele Ralph H. Baer die frühe Videospielezeit geradezu überrollt und damit zu großen Teilen geprägt. Keine andere Spielkonsole dieser Zeit hätte sich dem Einfluss von Ataris Gerät entziehen können, konstatiert der Sachbuchautor Brett Weiss weiterführend. Das vom Computer-Historiker Martin Campbell-Kelly „unangefochtene Marktführer“ genannte Gerät habe nach Weiss vor allem das „Goldene Zeitalter der Videospiele“, das 1983 jählings mit dem Video Game Crash endete, dominiert. „Dank der Reichweite und Qualität von Hard- und Software drückte Atari einer jungen Generation einen unauslöschlichen Stempel auf, ebenso dem popkulturellen Bewußtsein“ so Lapetino weiter. Durch diese von PC Welt „Kultobjekt“ genannte Konsole und ihren Lapetino gemäß „überirdischen Erfolg“ sei nach dem Sachbuchautoren Jamie Lendino die Videospieleindustrie, wie wir sie heute kennen, überhaupt erst möglich geworden.

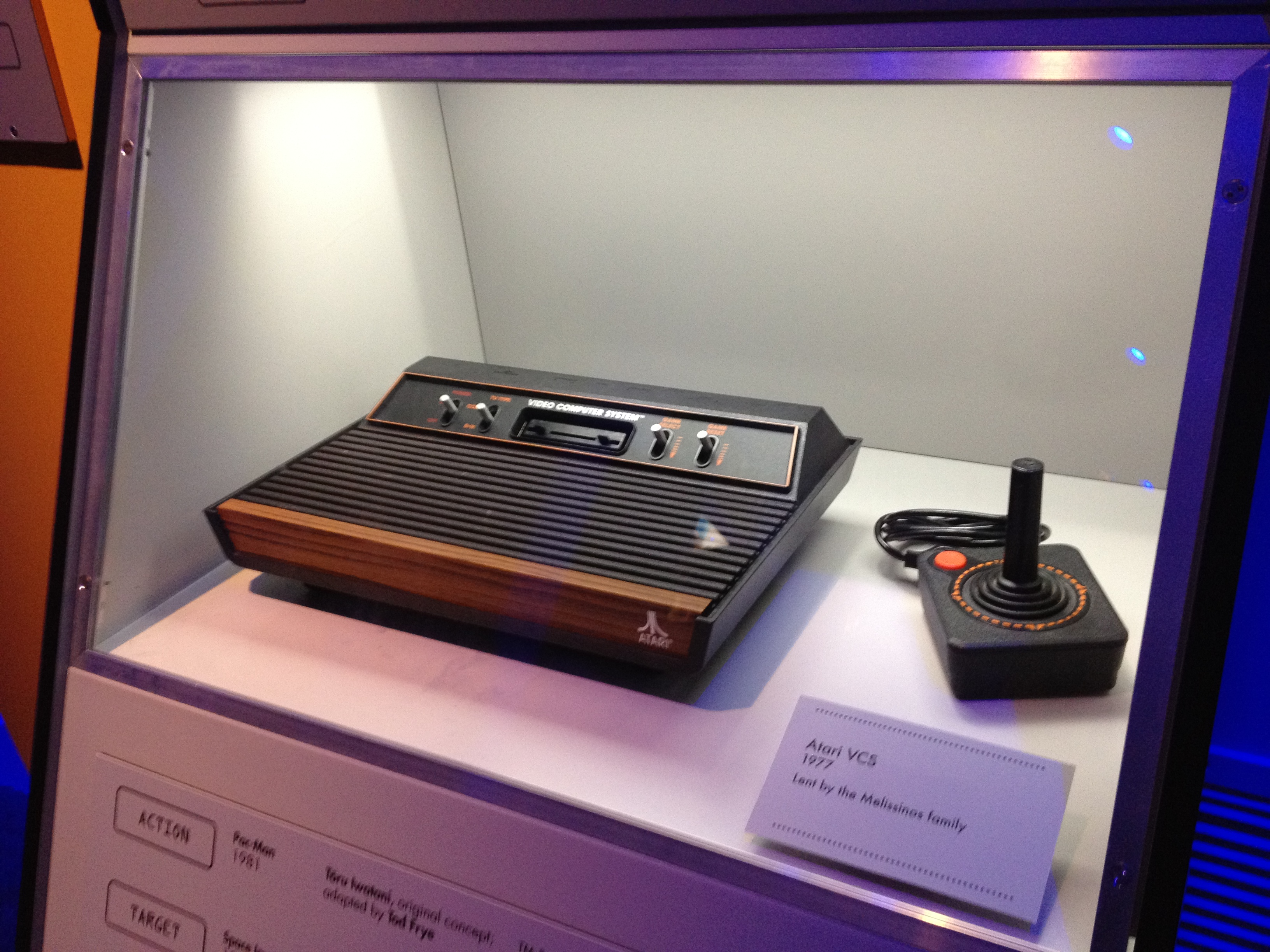
Das Atari VCS mit Zubehör im Smithsonian American Art Museum

Neben der Konvertierung von Arcadespielen hätten für eine Konsole erstmals auch die Umsetzungen populärer Filmtitel und weltweit großflächig angelegte Werbung im Rundfunk eine wesentliche Rolle gespielt. Auch sei laut den Wissenschaftlern Nick Montfort und Ian Bogost die „flexible“ und gleichzeitig auf das Nötigste beschränkte Systemarchitektur ein weiterer Grund für den durchschlagenden Erfolg gewesen. Die vergleichsweise einfache Technik sei für eine große Flexibilität bei der Programmierung verantwortlich gewesen, die wiederum eine enorme Vielseitigkeit im kreativen Schaffen der Spieledesigner ermöglicht habe. Diese habe selbst noch Ende der 1980er Jahre spieltechnische Innovationen hervorgebracht. Zudem seien die klassischen Spiele „einfach zu begreifen, aber schwer zu meistern“ und stünden deshalb heute noch für „sorglosen Spaß“.
Seit den späten 1990er Jahren ist das Atari VCS 2600 in den Blickpunkt von nostalgischen Spielebegeisterten gerückt. Neben dem möglichst vollständigen Sammeln der originalen Komponenten werden auch neue Spiele von dieser Retrogaming-Gemeinschaft erstellt. Die Entwickler sogenannter Homebrews machen dabei Gebrauch von Emulatoren, die ebenfalls von Enthusiasten programmiert wurden. Damit können sämtliche Entwicklungsarbeiten inklusive Fehleranalyse auf einem wesentlich komfortableren System wie etwa einem modernen PC ausgeführt werden. Das Überspielen auf die Konsole ist anschließend durch ebenfalls neu entwickelte Adapter direkt vom PC aus möglich, so dass das aufwändige Brennen beispielsweise von EPROMs entfallen kann.
Neben Privatpersonen interessieren sich auch Museen für klassische Heimcomputer und Videospielsysteme. So ist das Atari VCS 2600 als ständiges Ausstellungsstück beispielsweise im Computerspielemuseum Berlin und im Heinz Nixdorf MuseumsForum zu sehen. Das Smithsonian American Art Museum präsentierte das Gerät 2012 in der Ausstellung The Art of Video Games.